# Rue des Hallebardes
La rue des Hallebardes (en alsacien : Spiessgass) est une rue de Strasbourg rattachée administrativement au quartier Centre. Sur le tracé d'une ancienne voie romaine orientée ouest-est, prolongée par la rue des Juifs, elle va de la rue des Grandes-Arcades à la rue du Dôme, qui lui est perpendiculaire, en laissant sur sa gauche la rue des Orfèvres et la rue du Sanglier, et à droite la rue du Fossé-des-Tailleurs et la place de la Cathédrale. Bordée de nombreux édifices remarquables, dont cinq font l'objet d'une protection par les Monuments historiques, incluse dans le secteur piétonnier créé dans les années 1970, elle se trouve au cœur de l'activité commerciale et touristique strasbourgeoise.

## Toponymie

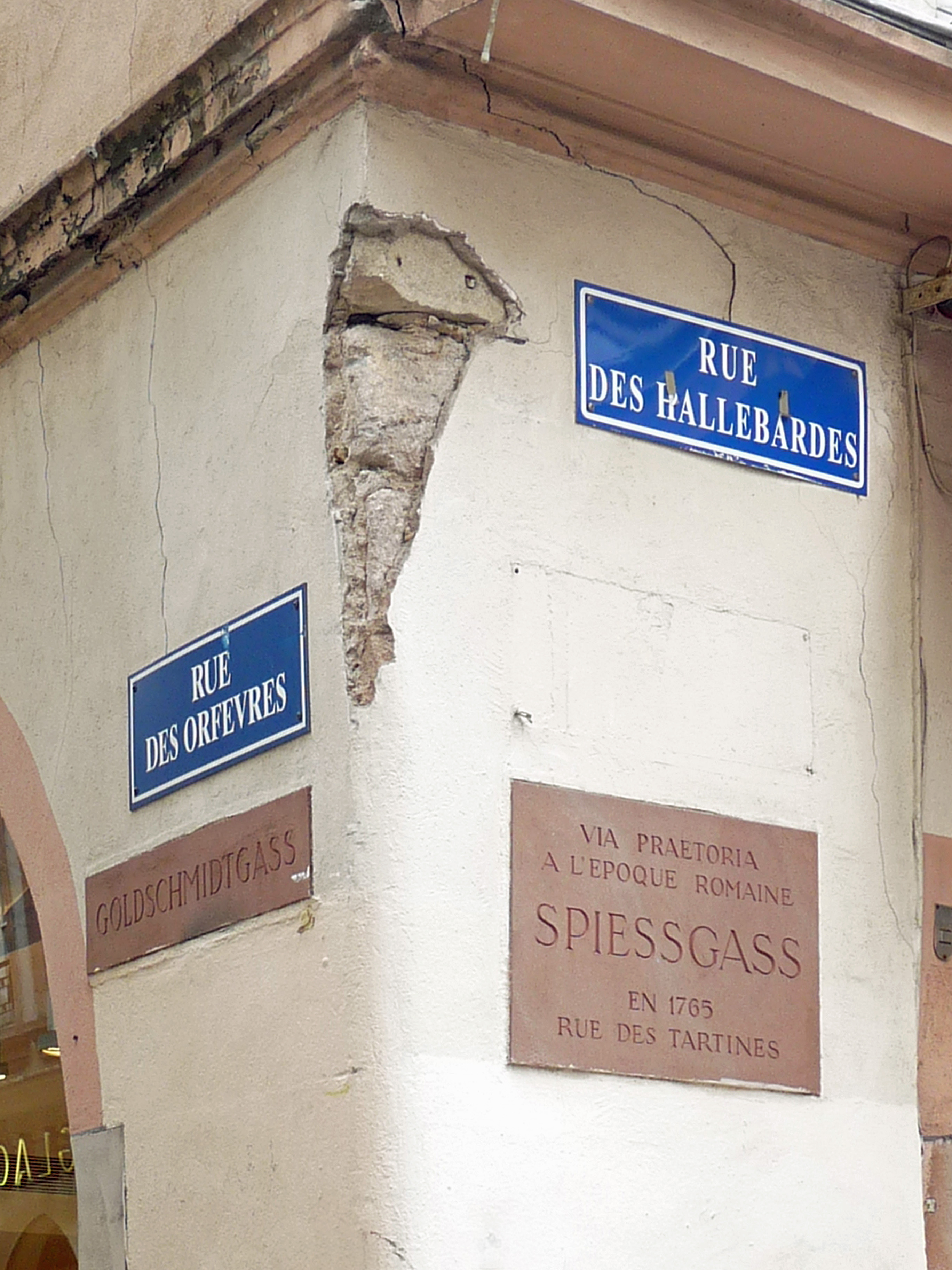
Plaques bilingues, en français et en alsacien.

Via praetoria à l'époque romaine, l'actuelle rue des Hallebardes réunit en réalité deux voies depuis la Révolution. L'une, la rue des Hallebardes proprement dite (Spiessgasse), va de l'ancienne place du Marché aux herbes (actuelle place Gutenberg) à la rue des Orfèvres. On trouve alors : Inter Sporeren (1230), Under Sporern (1240), Sporergasse (1288), Under Spengelern do die Swertfeger sitzen, (1302), Sporer oder Spiessgasse (1587), Spiessgasse (1580).
En allemand, ces noms relèvent d'une thématique commune : Spiess (« pique », « hallebarde », « pertuisane », « lance ») ou Sporen (« éperons »). L'espace compris entre la place Gutenberg et l'entrée de la rue des Orfèvres comptait en effet, entre le XIIIe et le XVIe siècle, de nombreuses boutiques d'éperonniers, de ferblantiers ou de fourbisseurs. Néanmoins, selon Adolphe Seyboth, on ne peut pas exclure que la rue tire son origine de celui d'une famille Spiess, habitant l'une de ses maisons.
L'autre section est la rue des Pâtissiers qui va de la rue des Orfèvres à celle du Dôme, avec les noms suivants : Fladergasse (à partir du XIVe siècle), rue des Tartines, dite Flattergass (1765), rue de Flader (1786). Fladen signifie « gâteau », « tourte » ou « flan », Fladenbäcker désignant le pâtissier. Cependant, lorsque ces vocables tombent en désuétude et que leur sens en est perdu, elle devient rue des Tartines ou rue de Flader.
En 1794, les deux rues reçoivent respectivement le nom de rue de la Liberté et rue de la Constitution, puis l'ensemble devient la rue des Hallebardes (1895), à laquelle succèdent les appellations suivantes : rue des Picques (1802), rue des Hallebardes (1817, 1918), Spiess-Gasse (1817), Spiessgasse (1872, 1940), et, à nouveau, rue des Hallebardes en 1945.
Des plaques de rues bilingues, à la fois en français et en alsacien, sont mises en place par la municipalité à partir de 1995. C'est le cas de la Spiessgass.

## Historique

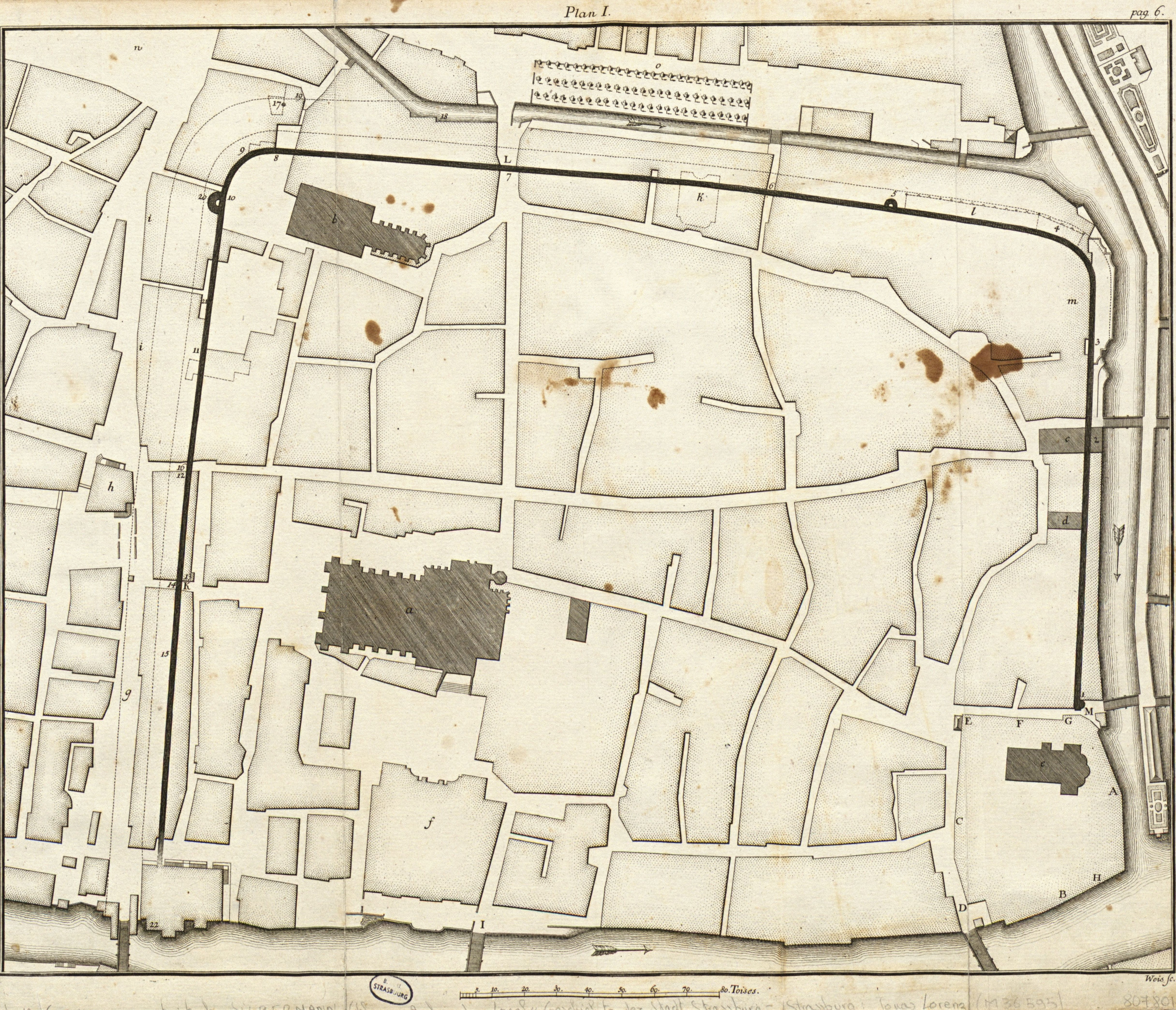
Représentation de l'axe ouest-est d'Argentoratum sur une carte du XVIIIe siècle.

La rue des Hallebardes, prolongée par la rue des Juifs, suit le tracé de l'ancienne voie prétorienne, l'axe ouest-est du castrum d'Argentoratum. Elle coupe à angle droit l'axe nord-sud, qui correspond à l'actuelle rue du Dôme. Comme on peut le voir ci-contre, sur le plan dressé par Jean-Martin Weis au XVIIIe siècle, et plus précisément sur un schéma contemporain, elle passe au nord de la cathédrale.

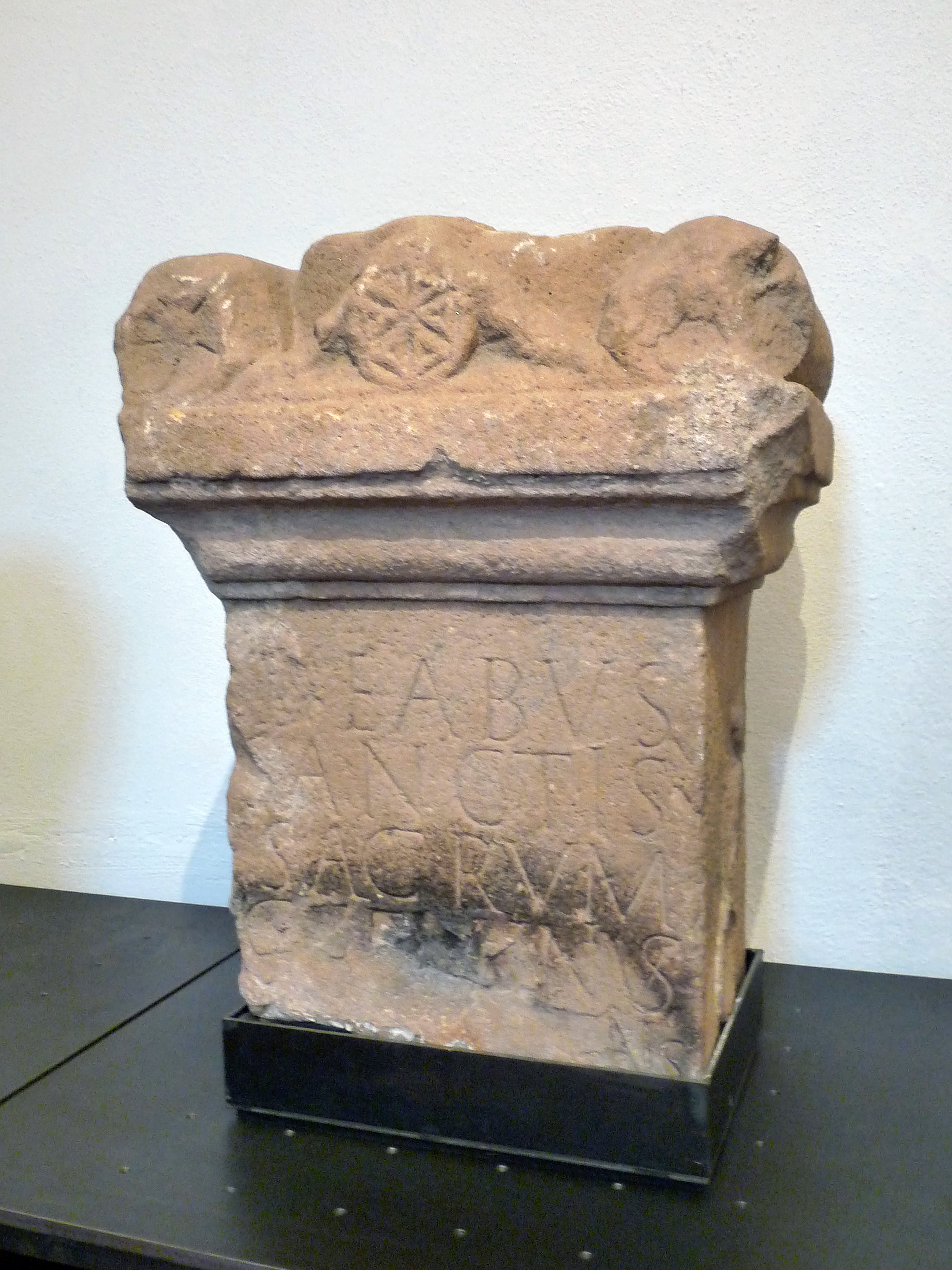
Autel votif dédié aux déesses saintes (IIe siècle).

Les fouilles archéologiques, menées notamment par Jean-Jacques Hatt au cours des années 1960 dans le secteur de la cathédrale, ont  permis de mettre au jour, le 27 septembre 1967, les deux-tiers supérieurs d'un autel votif datant du IIe siècle, incrusté dans le montant Nord de la Porta Praetoria du camp légionnaire (actuel no 9 de la rue des Hallebardes). Selon l'inscription, incomplète, gravée en façade (DEABUS/ SANCTIS/ SACRUM/ C(aius) GEMINIUS/ [ F CLEM] ENS), il est dédié aux déesses saintes, c'est-à-dire un groupe de divinités féminines, telles que Minerve, Diane, Fortuna, Abondance ou les Matres gauloises.
L'ancienne rue des Hallebardes est ravagée à plusieurs reprises par des incendies (1208, 1298, 1319, 1352, 1466). Celui de 1352 conduit le Magistrat à décréter la suppression des encorbellements.
Au Moyen Âge, un fossé — dont le nom de la rue du Fossé-des-Tailleurs perpétue le souvenir — protégeait le mur d'enceinte occidental. Il coulait au pied d'une porte, postérieure à l'époque romaine (porta occidentalis minor, porta sellatorum, Sattlerpforte), qui se trouvait à l'entrée de la rue des Hallebardes, mais qui semble avoir disparu au XIIIe siècle.
Lors du siège de Strasbourg en 1870, la rue des Hallebardes fait partie de celles qui ont le plus souffert des bombardements.
En 1944, les maisons à l’extrémité de ce qui correspond à l'ancienne rue des Hallebardes ont été entièrement détruites par les attaques aériennes.
Dans un souci d’embellissement et d'attractivité touristique et commerciale, une piétonnisation du centre-ville a été entreprise à partir des années 1970. Cette évolution a conduit à une « montée en standing » de la rue des Hallebardes et de la rue du Dôme, puis de la Grand'Rue, qui ne fait pas nécessairement l'affaire des habitants.

## Bâtiments remarquables

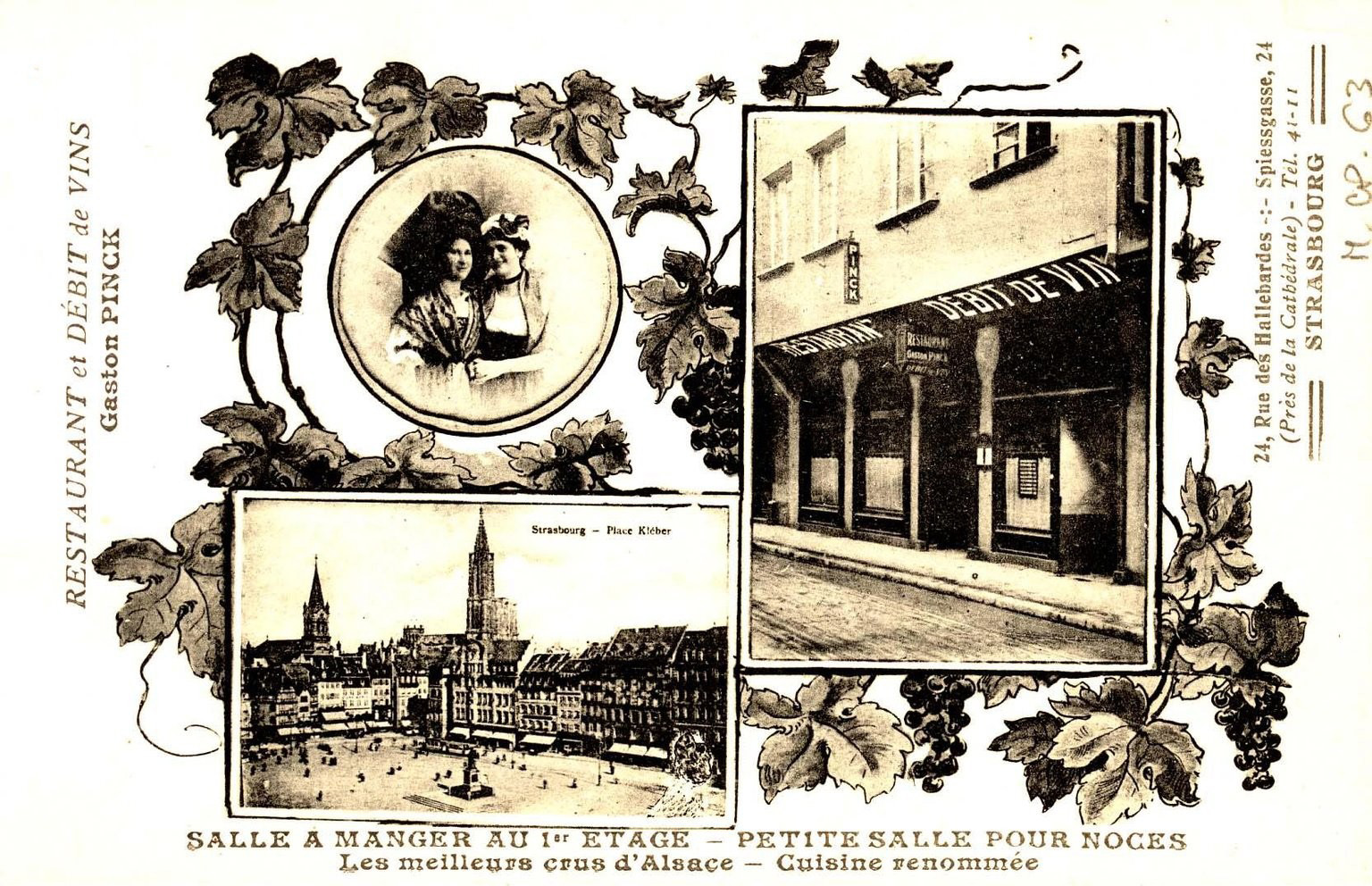
Restaurant et débit de vins Gaston Pinck (no 24).

no 1À l'angle du no 91 de la rue des Grandes-Arcades, cet immeuble a été reconstruit « à l'identique » en 1953 sur l'emplacement de celui de 1784, érigé sur les plans de Pierre-Michel d'Ixnard, mais détruit lors des bombardements du 11 août 1944. L'architecture de l'ancien édifice était caractéristique du néoclassicisme. Les fenêtres des étages étaient dotées d'appuis sous lesquels se trouvaient à chaque fois une paire de diglyphes accompagnée d'ornements en forme de pommes de pin, ainsi que de garde-corps en ferronnerie propres à la fin du XVIIIe siècle.

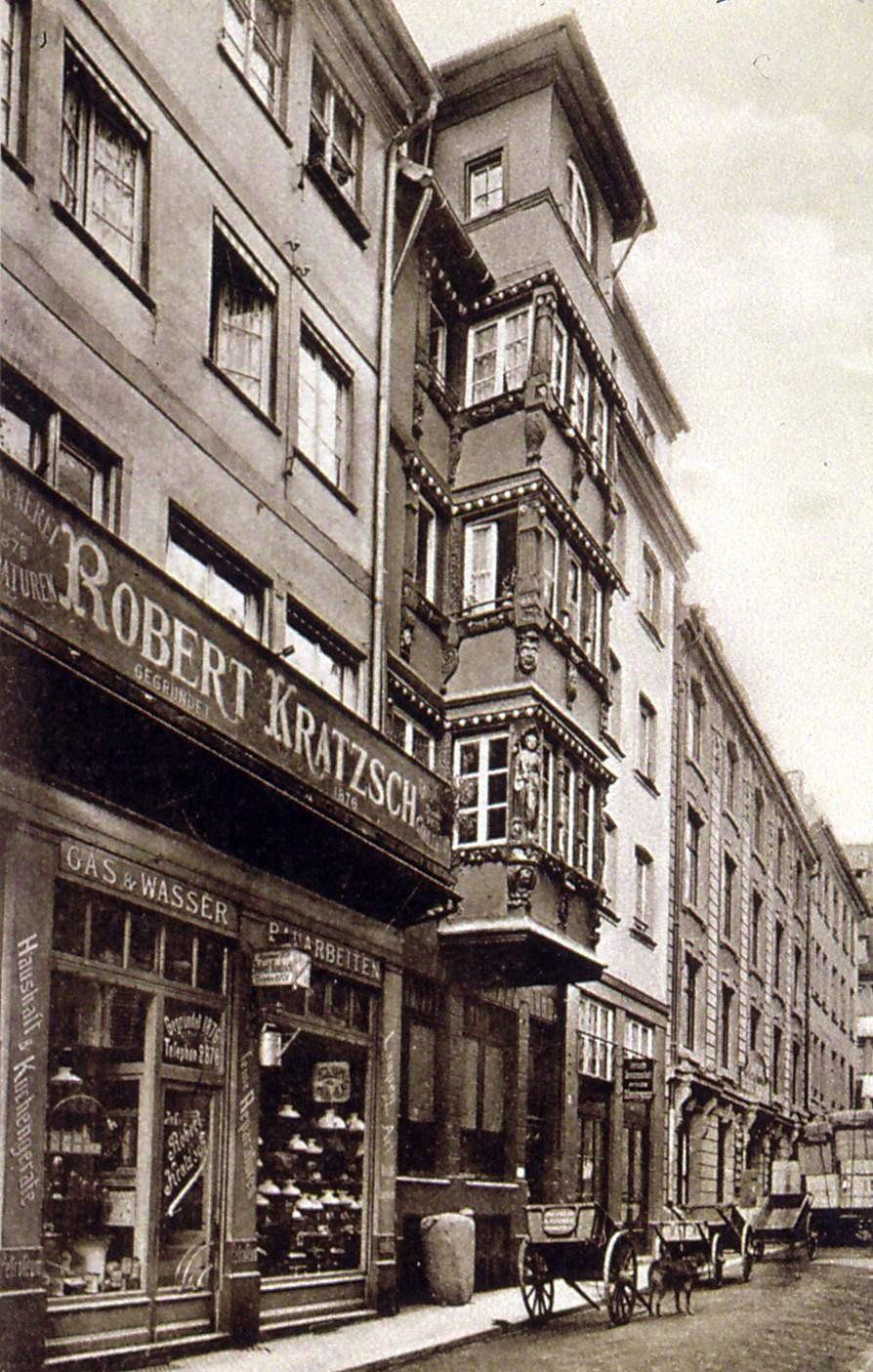
L'oriel, en 1911, dans la rue du Fossé-des-Tailleurs.

no 2La maison, dont la façade et la toiture avaient été inscrites à l'inventaire supplémentaire des monuments historiques en 1929, est bombardée en 1944. Elle est reconstruite en 1954, avec le réemploi de l'oriel daté de 1609, qui a survécu à la destruction d'un immeuble au no 3 de la rue du Fossé-des-Tailleurs,.
Doté de pans de bois au riche décor antiquisant (statues de femmes, colonnettes et pilastres, frises d'oves et consoles à volutes), cet oriel s'inspire directement de la maison Kammerzell, toute proche, et dont la façade venait de prendre son aspect définitif en 1589. L'immeuble actuel date de 1951-1953.

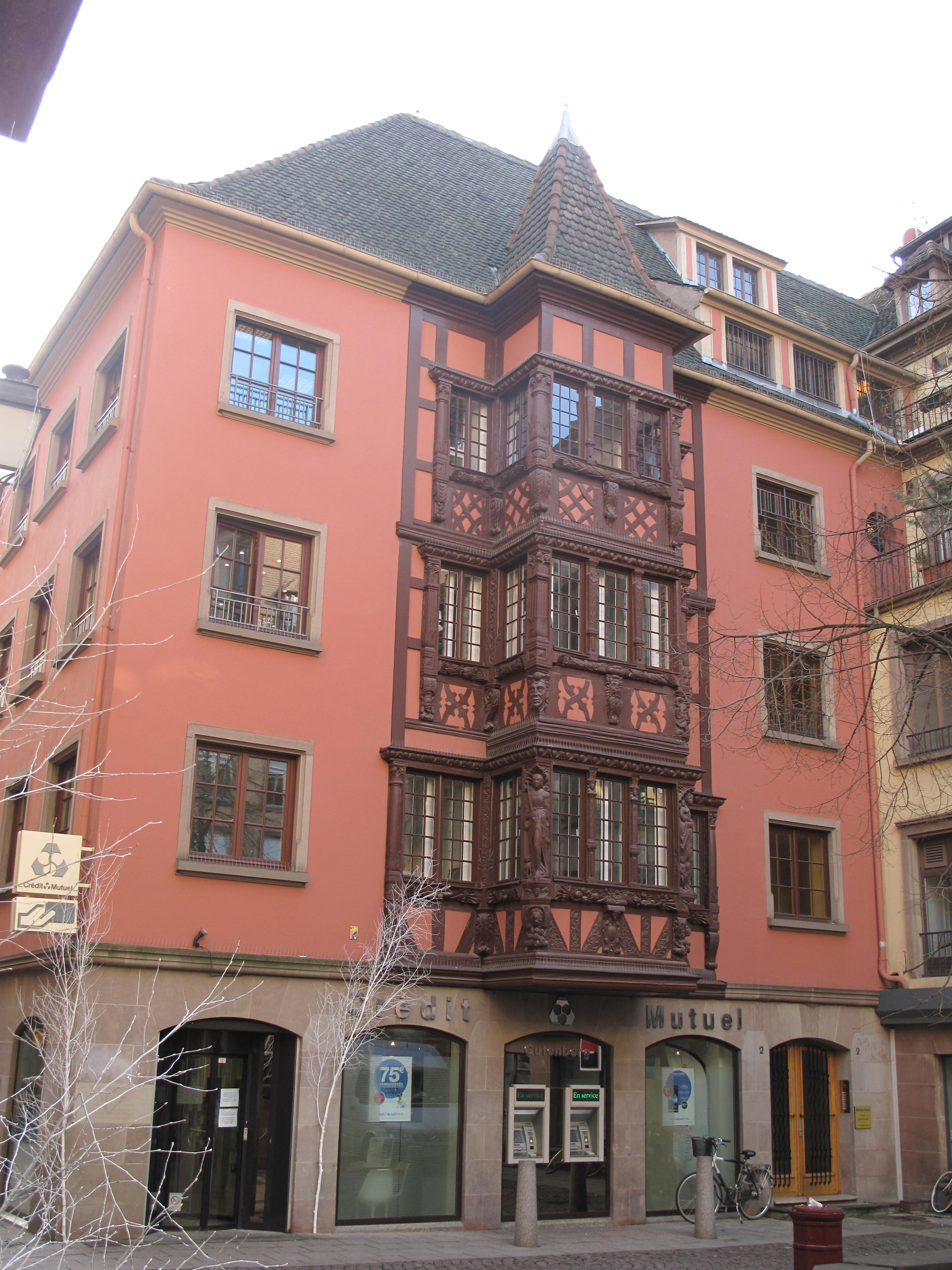
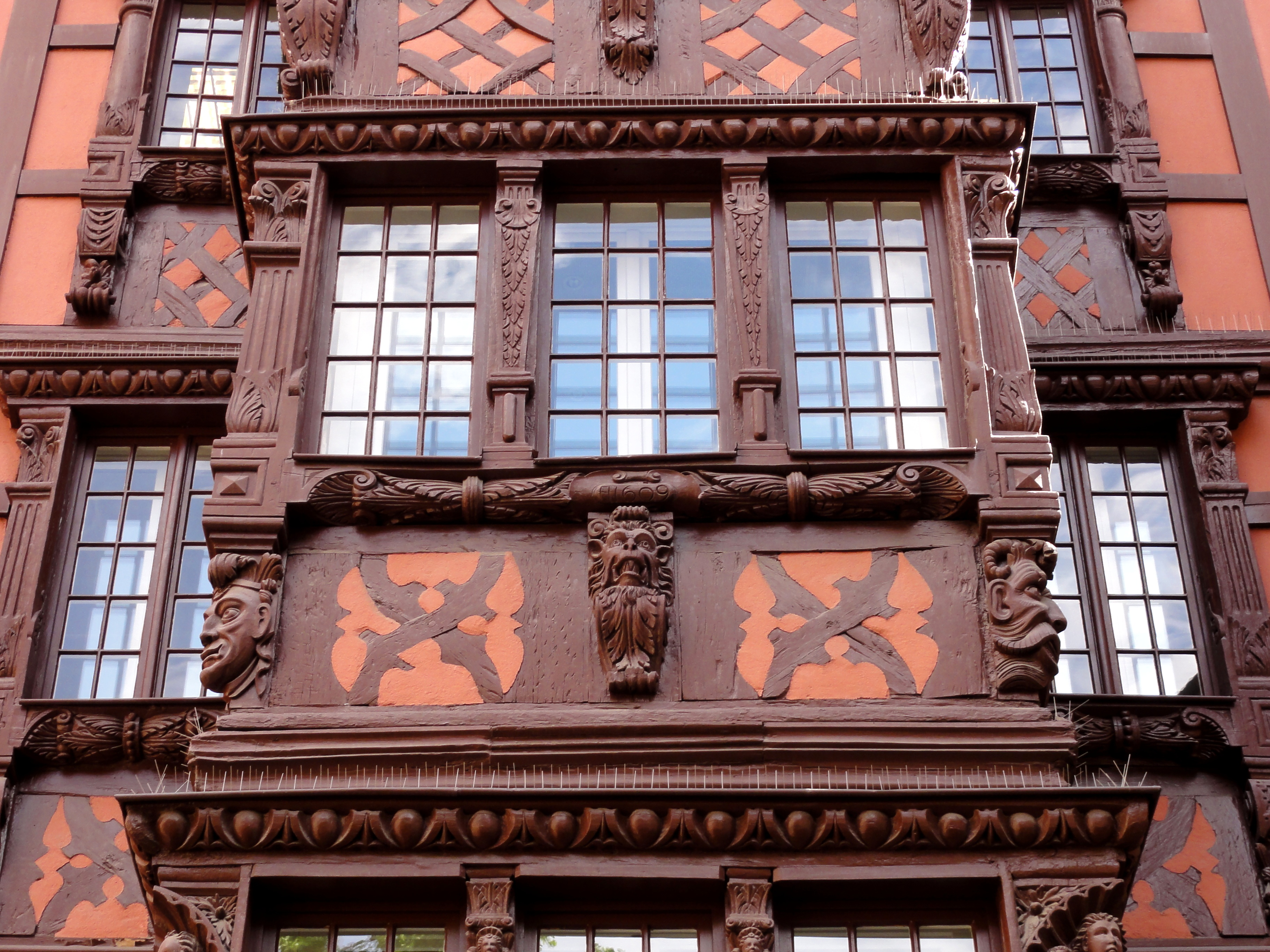
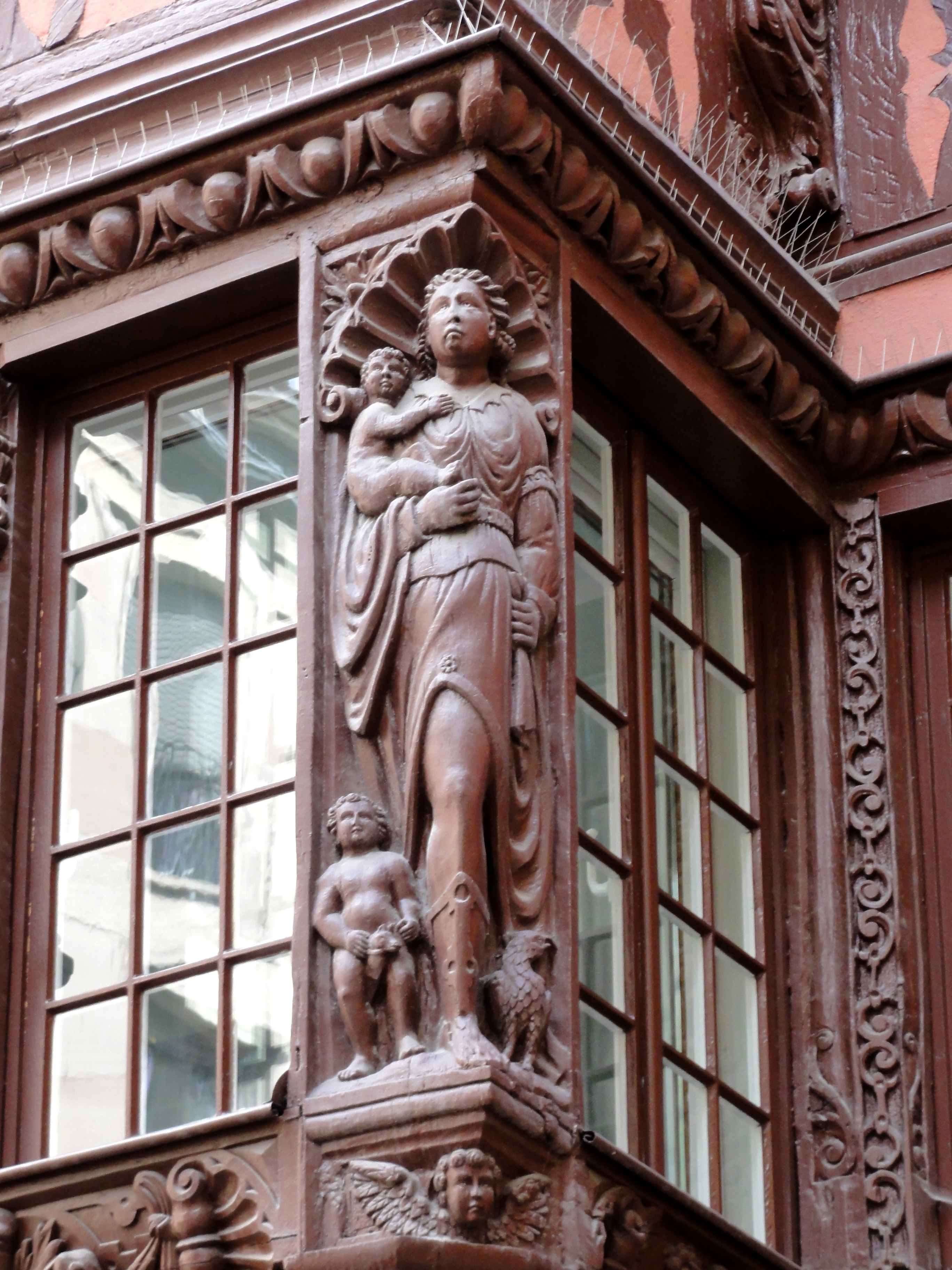
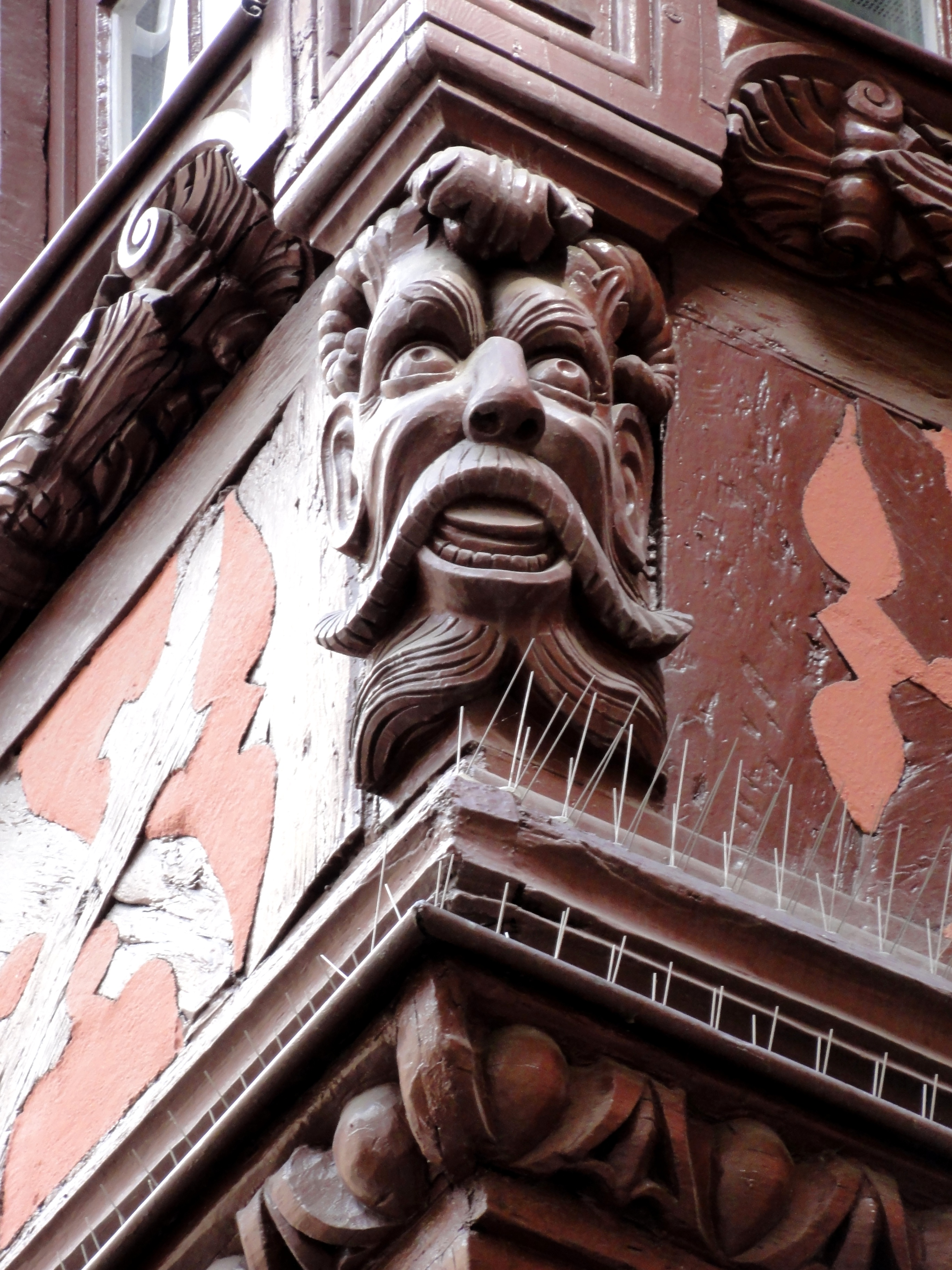
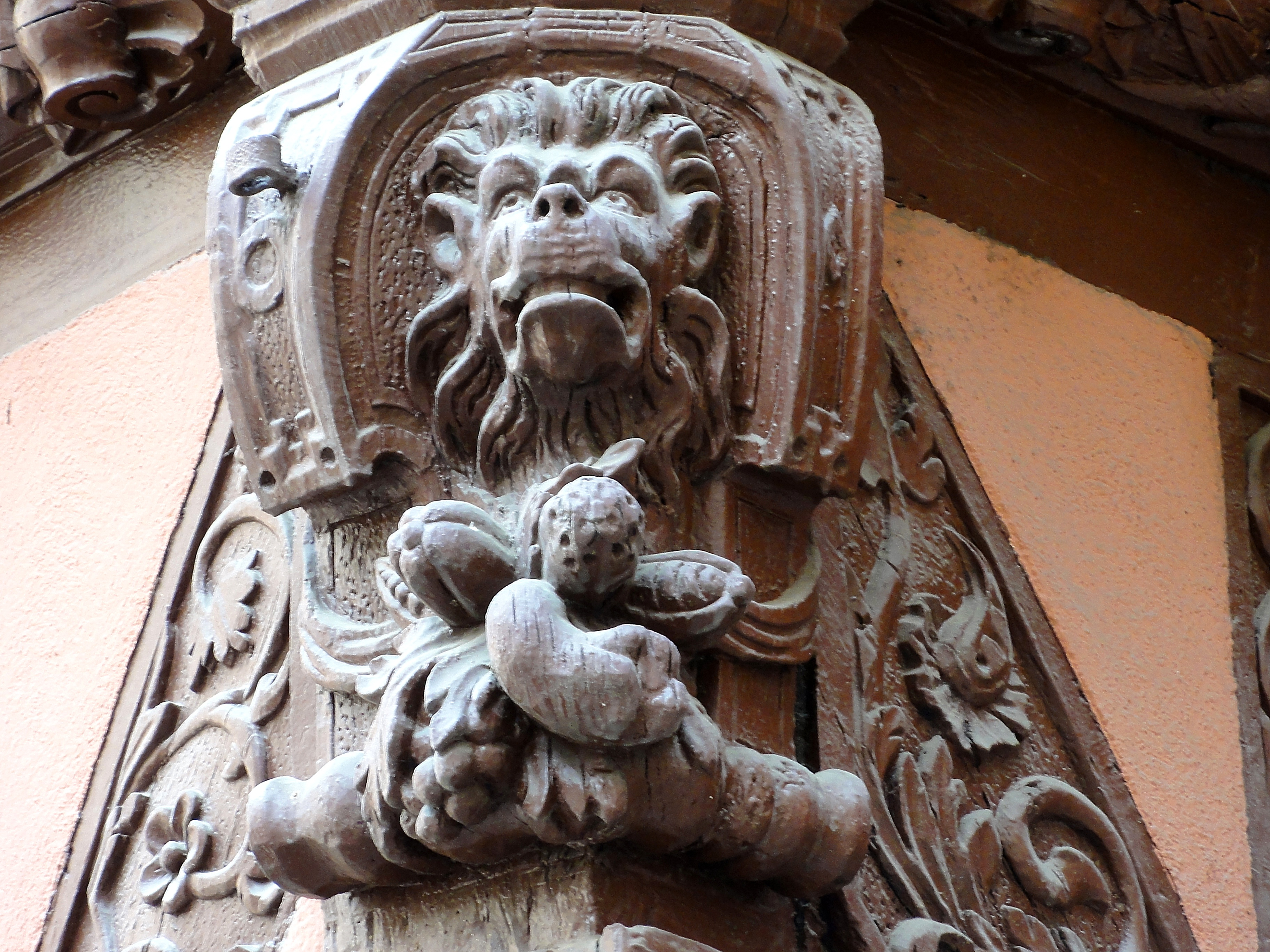

no 3 (ancien no 12)L'orfèvre Gabriel Waldeck (mort en 1694) vécut dans l'ancien no 12, détruit lors des bombardements de 1944. Un autre orfèvre, Daniel Seupel, qui avait épousé sa fille Susanne Catherine Waldeck en 1691, en était devenu propriétaire en 1695. Le rez-de-chaussée était occupé par une boutique et un atelier d’orfèvrerie, les étages étant réservés à l'habitation. L'immeuble actuel date des années 1951-1953.
no 5Cette maison a également été touchée lors du bombardement de 1944. Au XVe siècle, une pharmacie se trouve sur cet emplacement où elle subsiste jusque vers 1640. En 1654 l'édifice est reconstruit pour Jean Jacques Erhard, qui fut membre du Conseil des XV, puis de celui des XIII, et dont la fille épousa le théologien Spener. Très profond, l'immeuble rejoint à l'arrière la cour (Bleihof) du no 24 de la rue des Orfèvres. Un oriel polygonal, restauré, porte la date de 1654. Une inscription de douze initiales (« BNVMGH – IHKEWK ») figure sur le cartouche central. La lecture suivante en a été proposée : Bau nur mit vest mit Gottes Hand (« Construite avec l'aide du Seigneur ») ; im Haus kein Elend werden kann (« La maison ne connaîtra nul malheur »). La façade et la toiture font l'objet d'un classement au titre des monuments historiques depuis 1928.

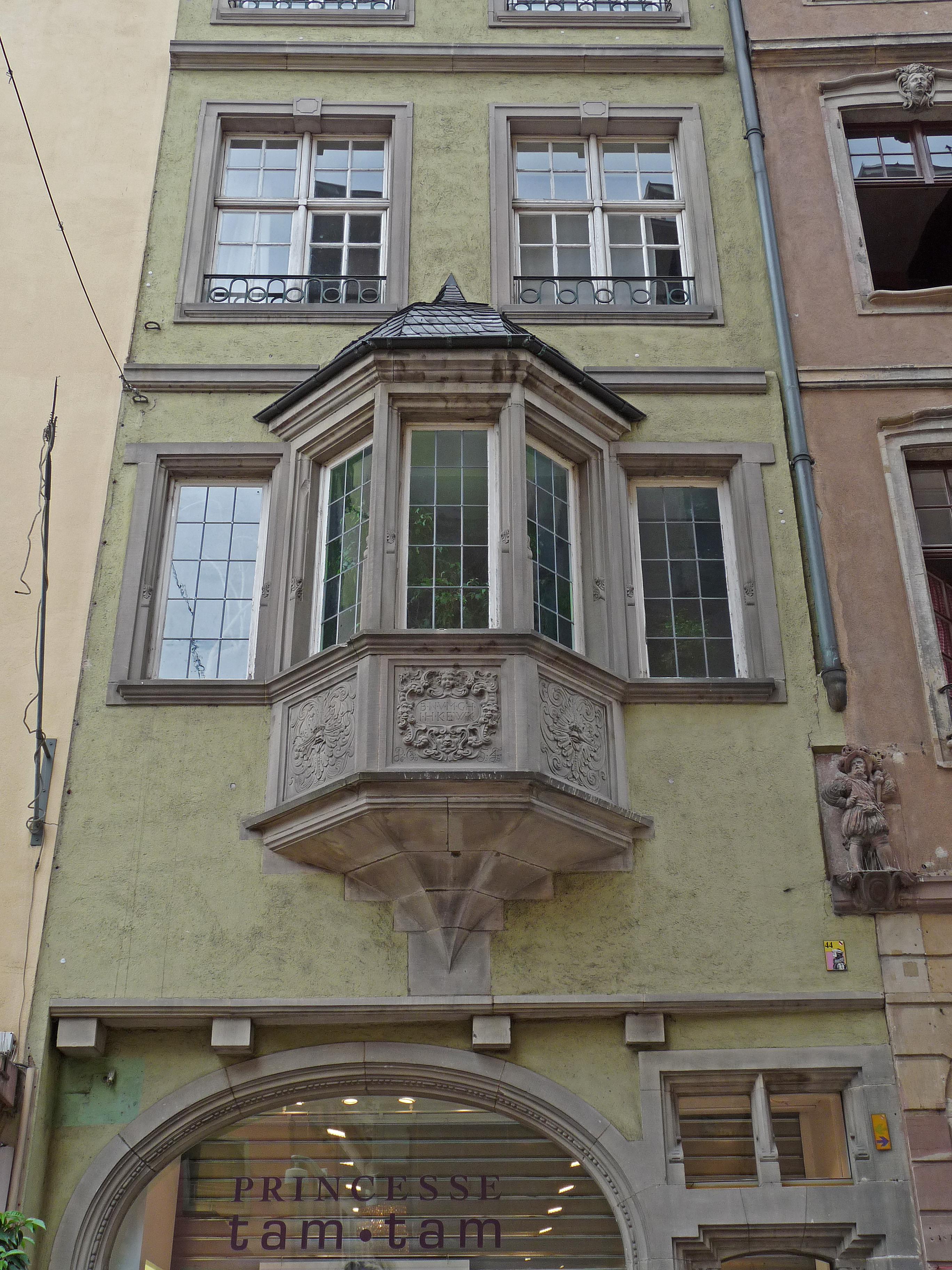
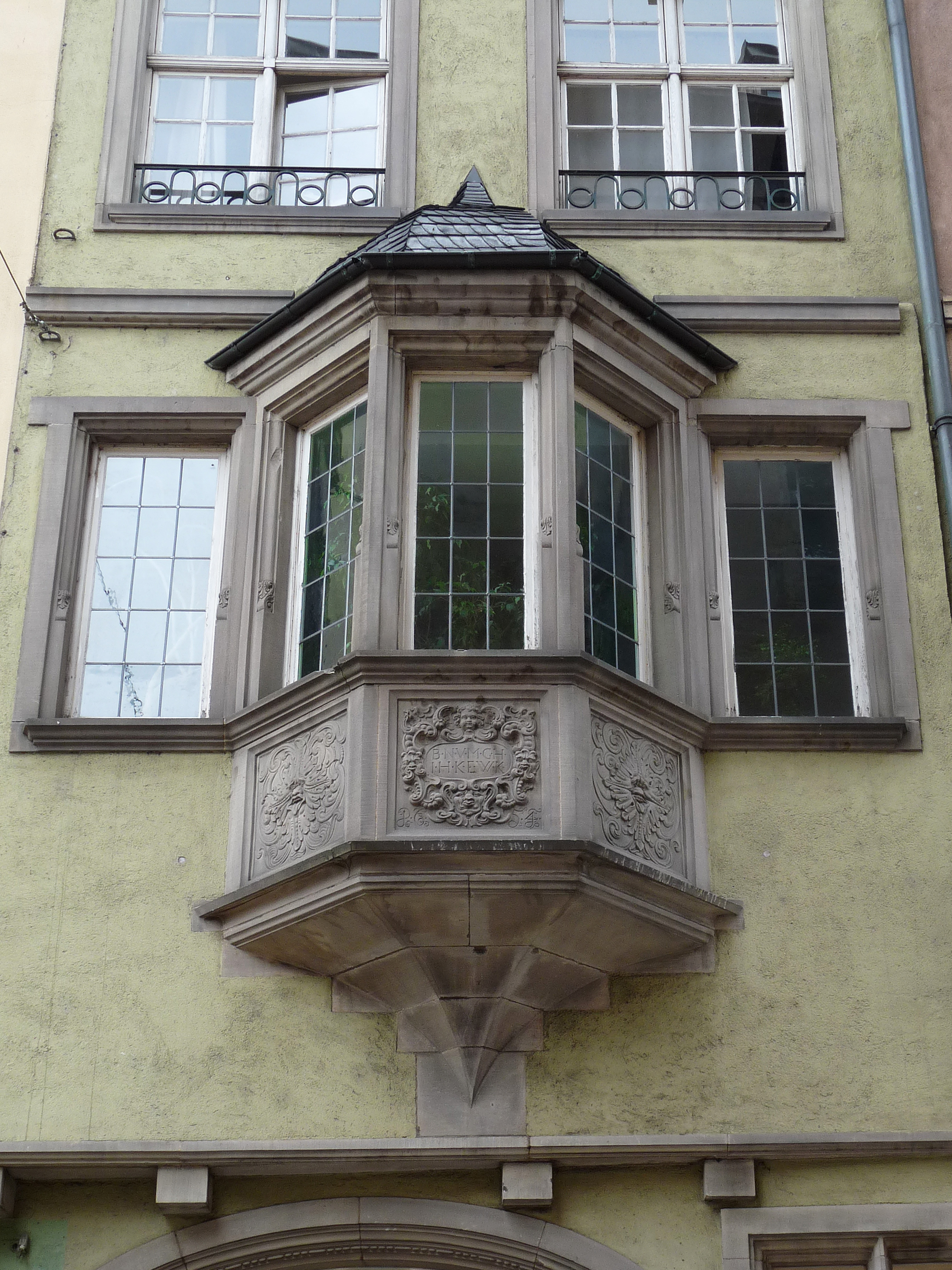
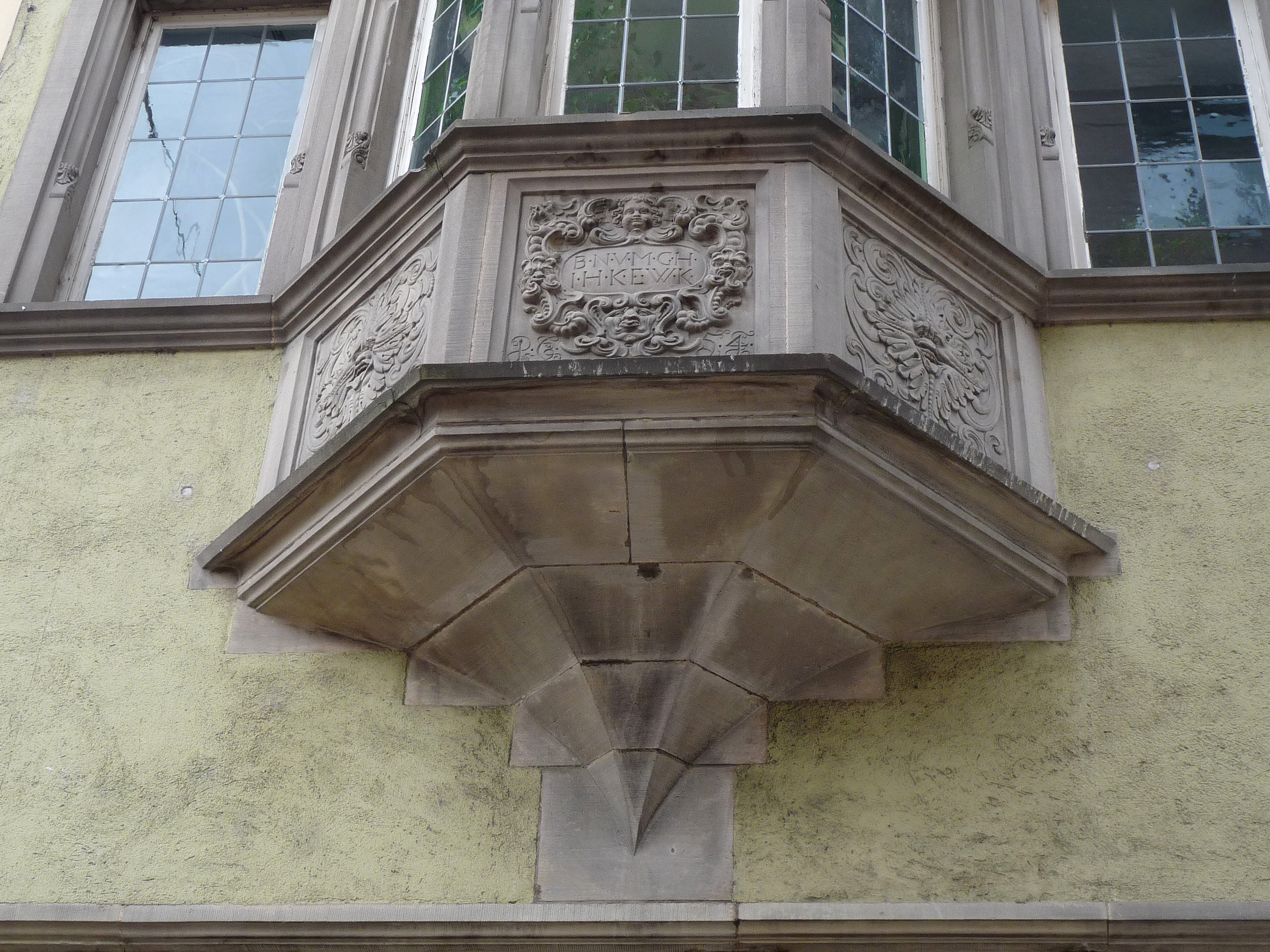

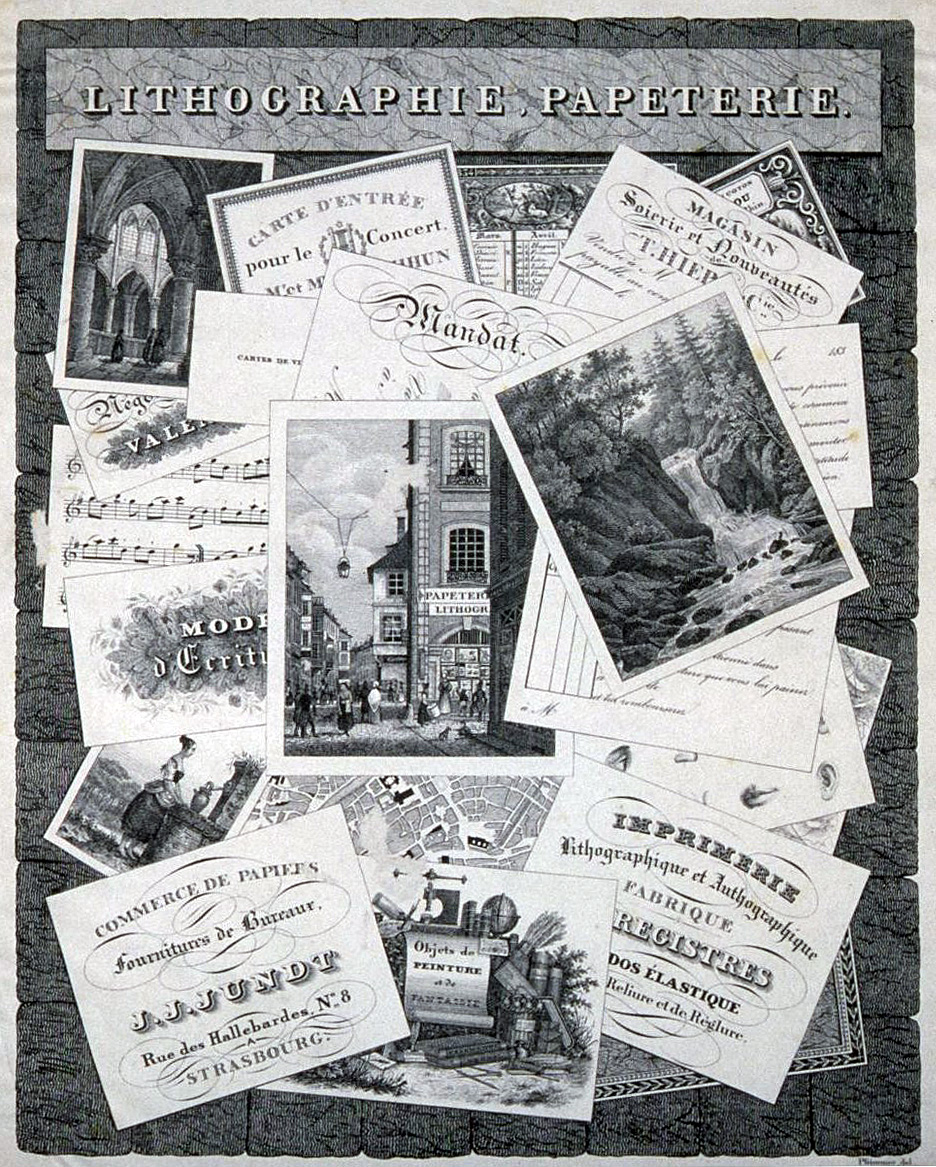
Lithographie-papeterie au coin de la rue des Hallebardes (1834).

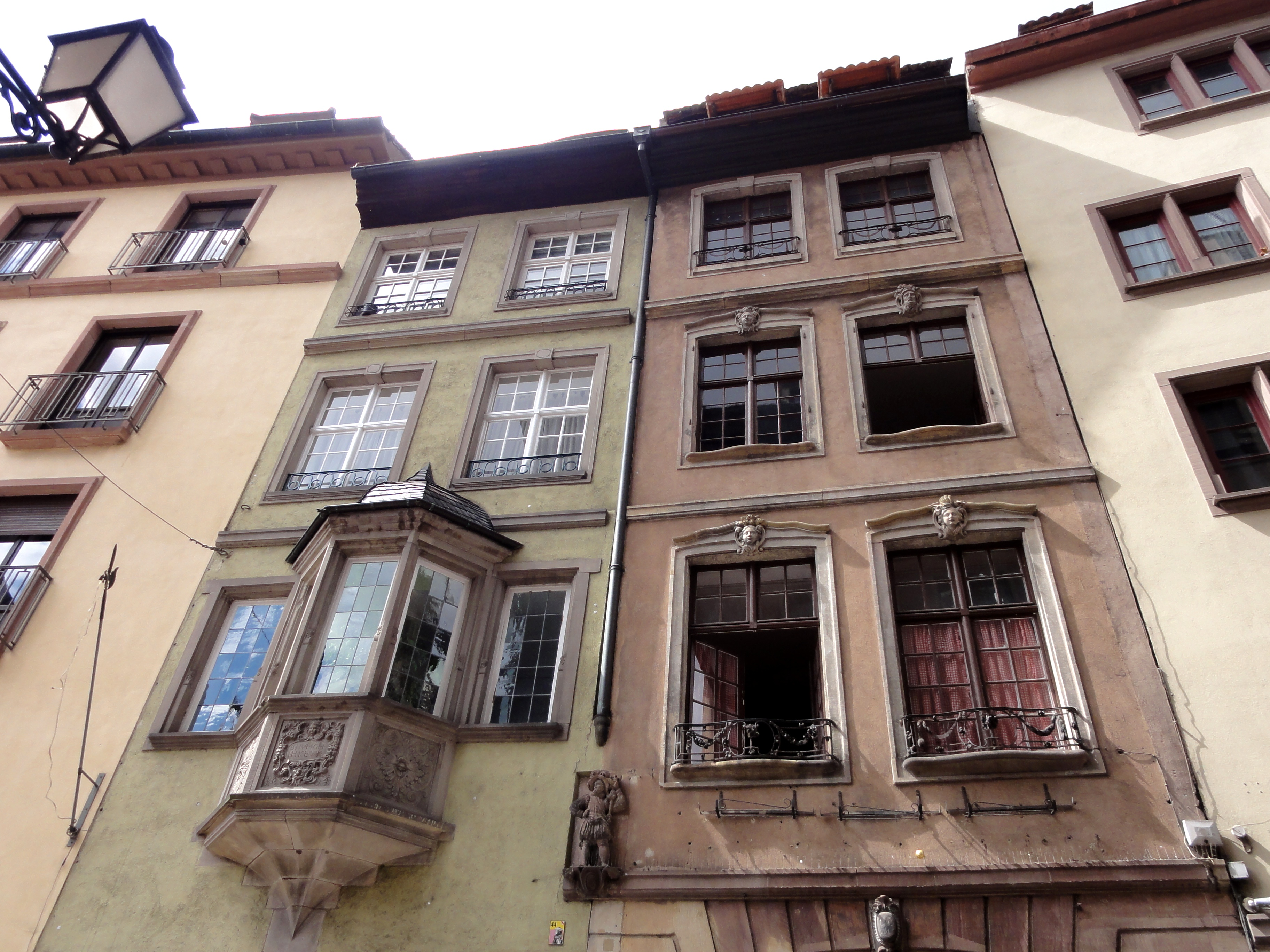
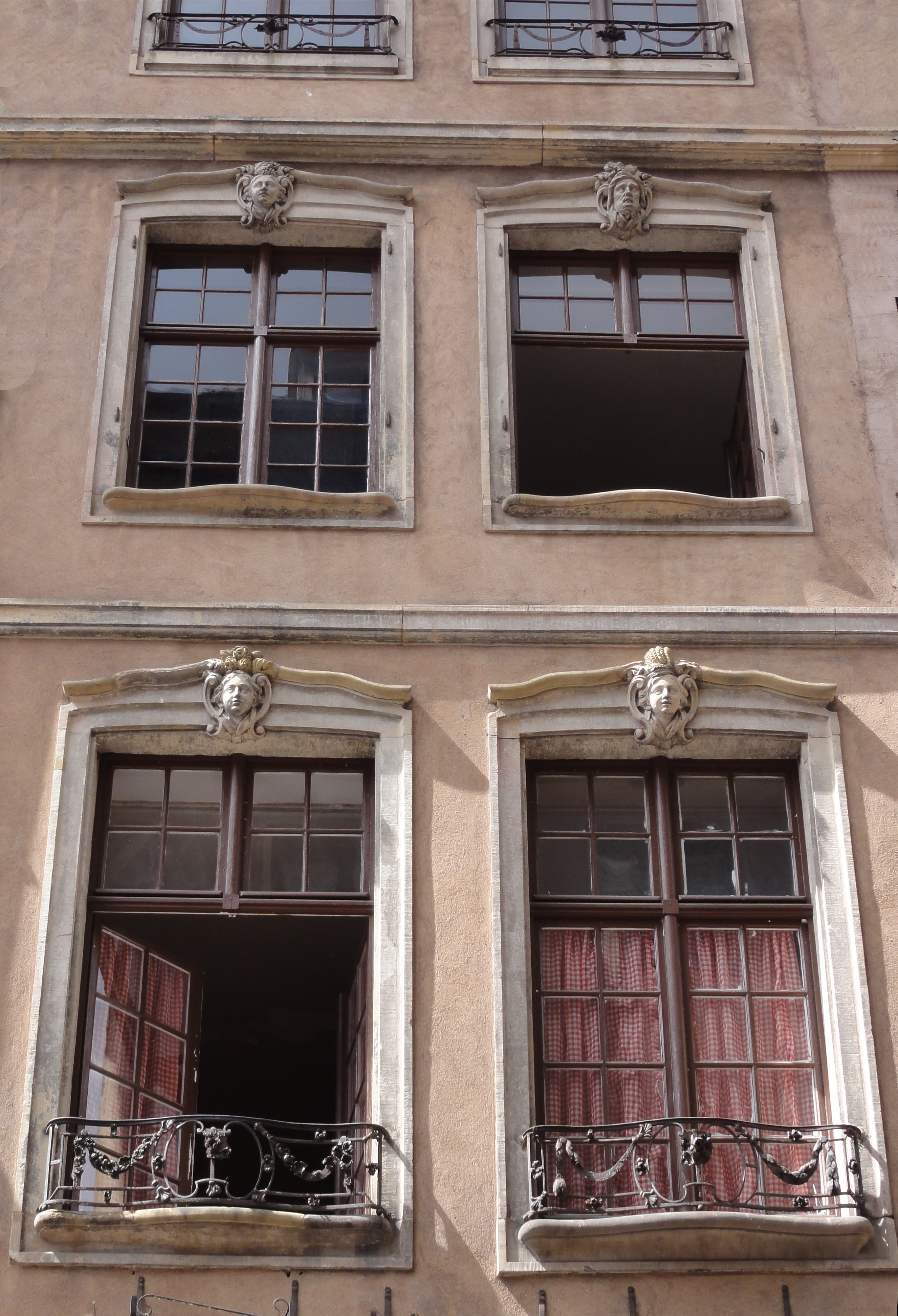
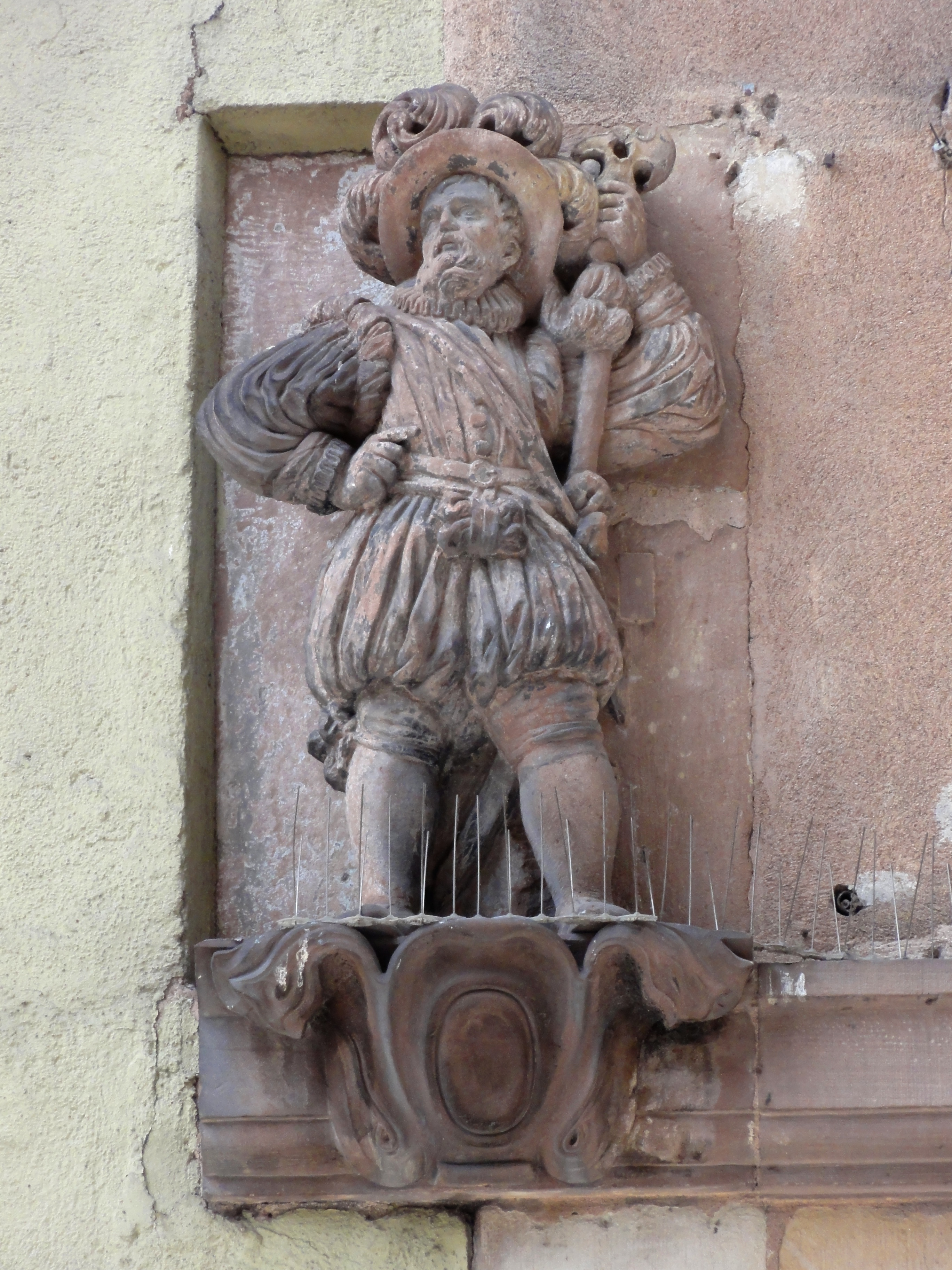

no 6La maison, à l'angle oriental de la rue des Hallebardes et de la rue du Fossé-des-Tailleurs, avait été construite en 1765, avec des arcades marchandes au rez de chaussée, des linteaux en segment d’arc aux deux premiers étages, un chaînage d'angle et des garde-corps en ferronnerie aux fenêtres. Bombardée en 1944, elle est inscrite à l’inventaire supplémentaire des monuments historiques en 1946. En 1956-1957, un nouveau bâtiment, reposant à nouveau sur des arcades, est érigé.
no 7Cette maison d'artisan a été reconstruite en 1753 pour la veuve (née Marguerite Barbe Stroehlin) de l'orfèvre luthérien Jean Daniel Baer, parents de Jean Frédéric Baer. Le rez-de-chaussée est occupé par une large baie en arc surbaissé. La façade, de trois étages à deux travées de fenêtres, est ornée de quatre mascarons représentant les quatre saisons et, au premier étage du côté gauche, d'une figure de lansquenet en haut-relief, autrefois polychromée, antérieure à la construction de la façade,. Cette façade, ainsi que la toiture, font l'objet d'un classement au titre des monuments historiques depuis 1927.
no 8La maison Baldner a été reconstruite pour un marchand luthérien, Jean Baldner, en 1765, comme en témoigne la date gravée sous le balcon, accompagnée des initiales H.B.N./G.B.T. De style Louis XV avec quelques éléments néoclassiques, une façade relativement étroite compte cinq niveaux — une hauteur inusitée — et trois travées de fenêtres. Entièrement en pierre de taille de grès rouge, elle est décorée de quatre mascarons représentant Mercure avec son casque ailé et le caducée, au centre du premier étage, Flore, Diane et une jeune femme sans attribut. Elle est soulignée par les grilles d'appui du balcon et des fenêtres aux contours chantournés, avec un décor végétal très rocaille. Le rez-de-chaussée comporte une étroite porte en plein cintre et une grande arcade boutiquière en forme d'anse de panier,. La façade, y compris les balcons en fer forgé, font l'objet d'une inscription au titre des monuments historiques depuis 1929.

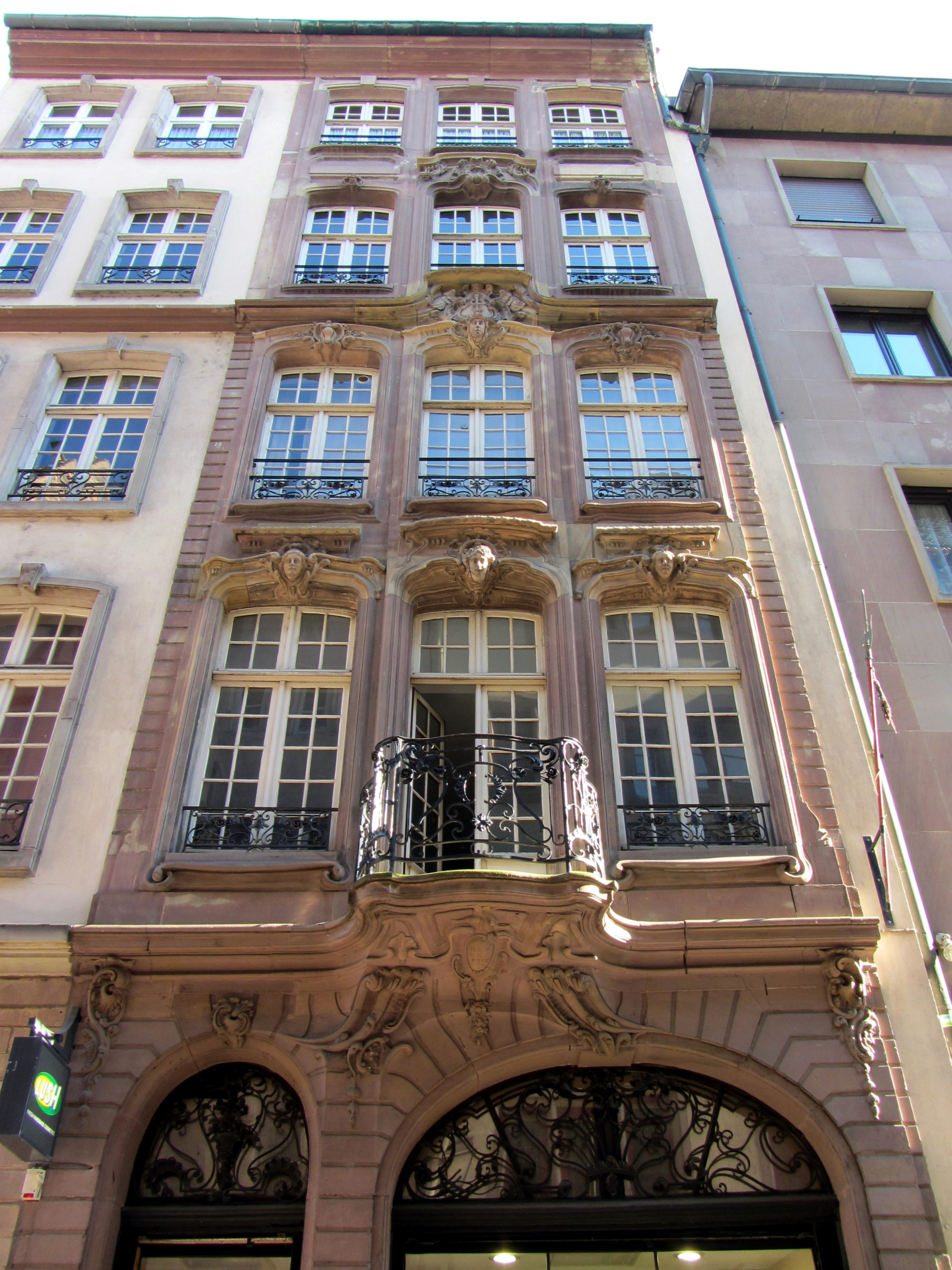
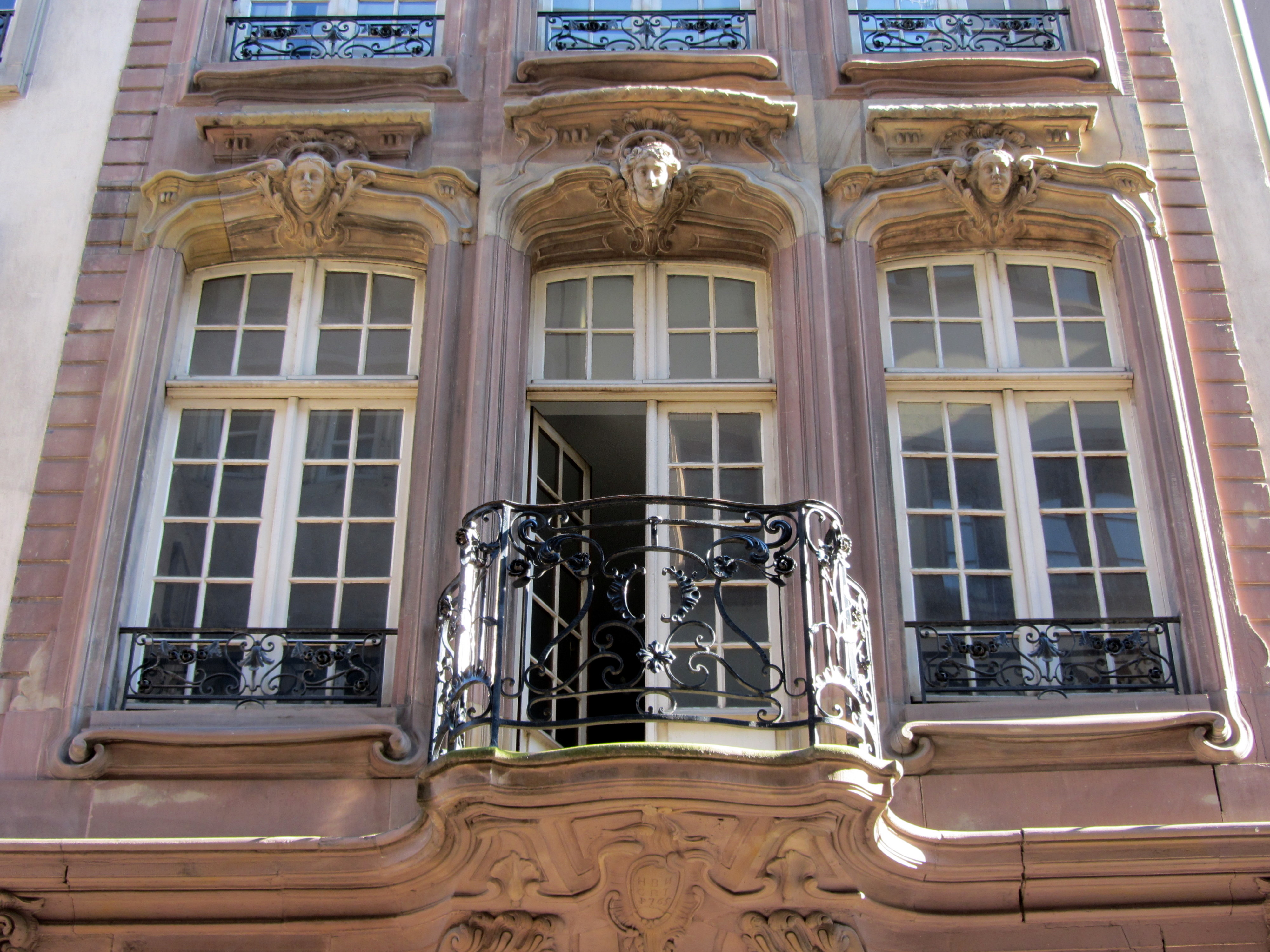
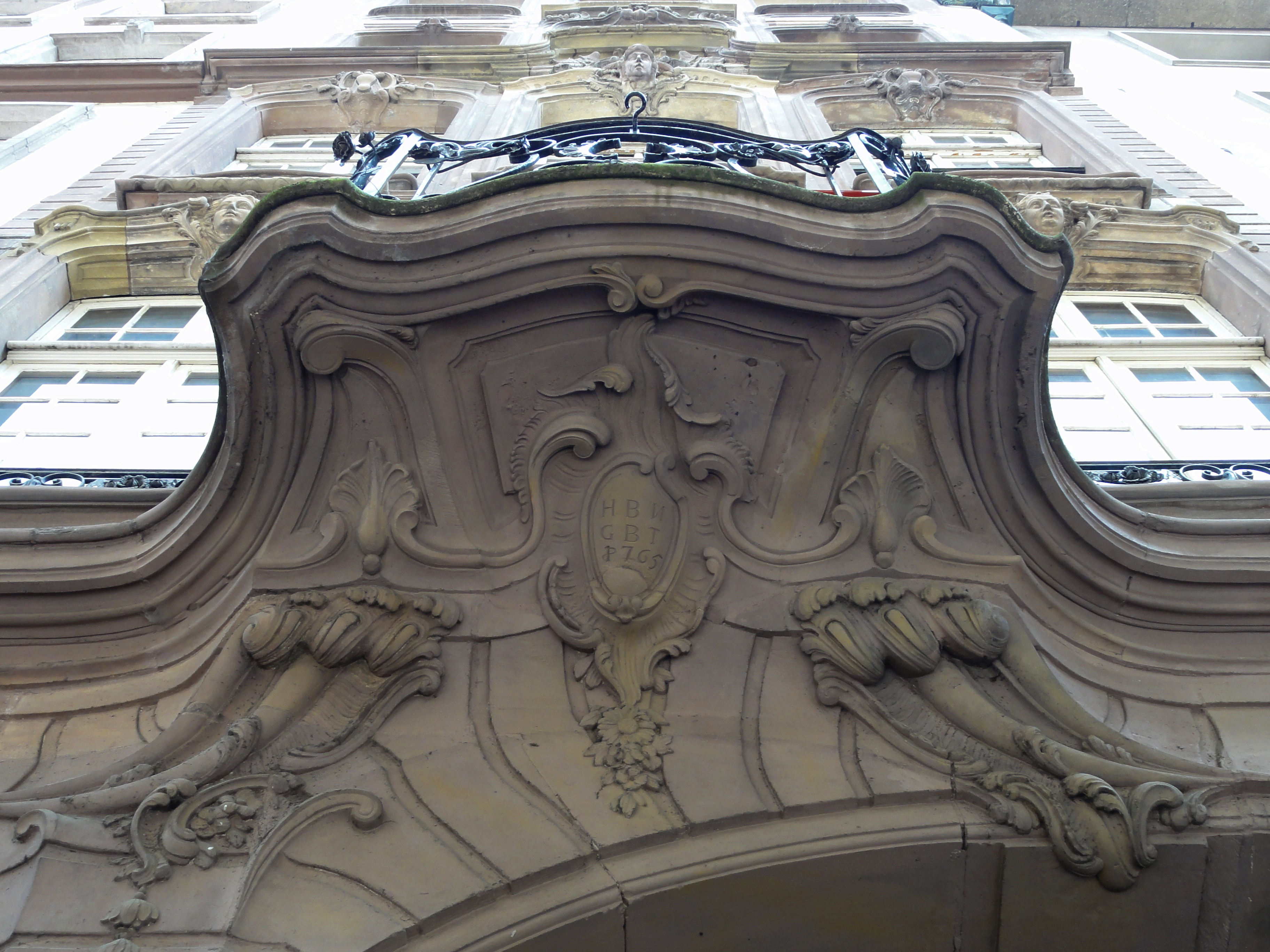
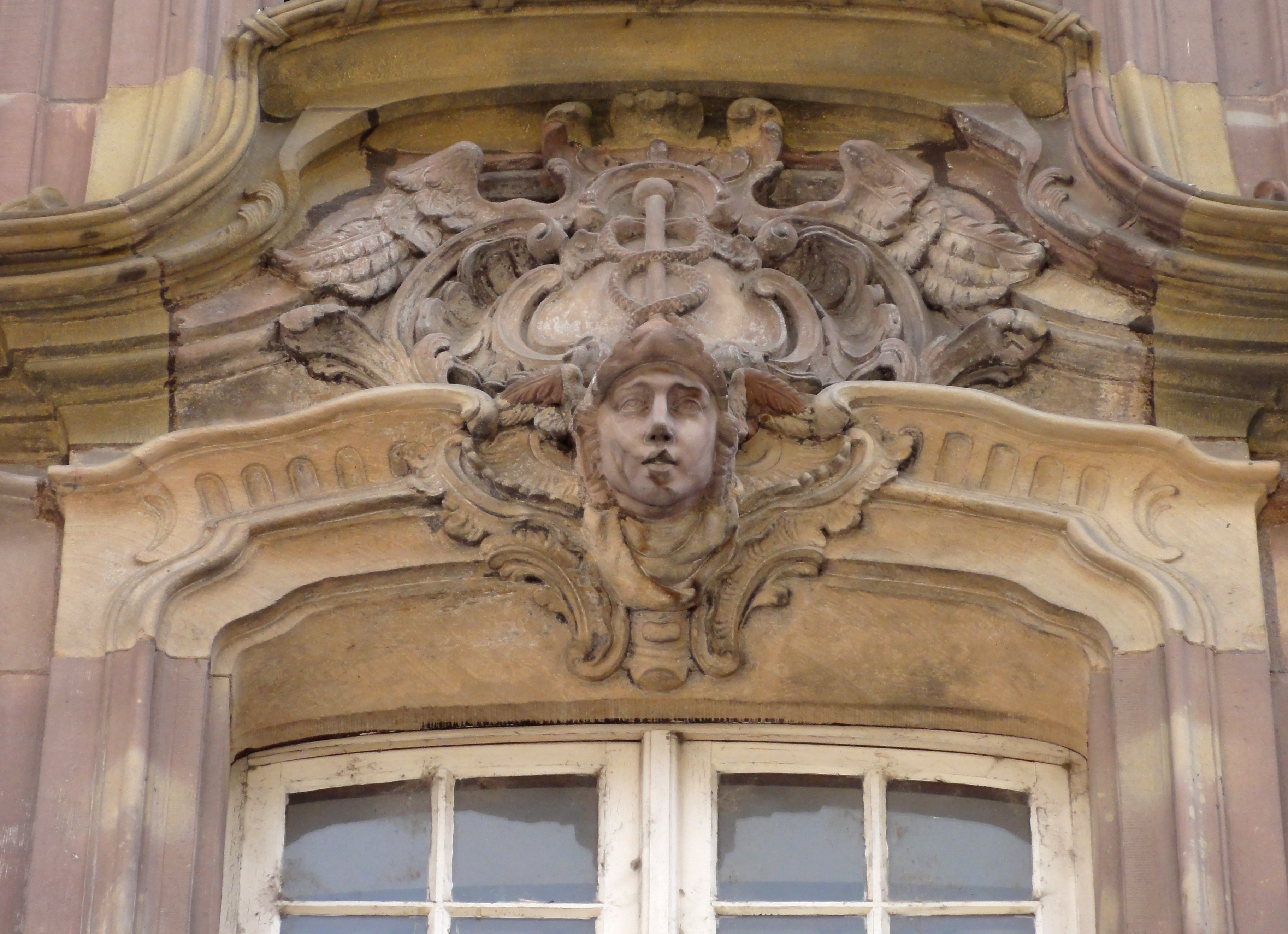

no 9L'immeuble, qui comprenait aussi la maison voisine (ancien no 16) à partir de 1803, est démoli en 1965 pour céder la place à un nouveau bâtiment l'année suivante. Sur cet emplacement se trouvait au début du XVIIe siècle une maison à deux travées de fenêtres appartenant à un tondeur de drap, auquel succèdent divers artisans (orfèvre, tailleur, boutonnier, passementier).
no 12Cet édifice du XVIIIe siècle se distingue par son balcon central dont la forme galbée de la tablette révèle une influence de la rocaille, alors que le dessin de la grille est plutôt de style Régence, à la manière de celles des balcons du Palais Rohan.
no 13À l'angle de l'actuelle rue des Orfèvres, l'emplacement est mentionné pour la première fois en 1397 sous le nom Zu den fünf Vokalen oder Buchstaben. En 1420 il devient Zu Kaltecke (« Au Coin froid »). La maison est réaménagée par un imprimeur vers 1730, puis reconstruite par un marchand de soieries vers 1815. En 1886, l'entrée principale est transférée du 32, rue des Orfèvres au 13, rue des Hallebardes. L'édifice est légèrement endommagé lors du bombardement de 1944. Il abrite ensuite le Palais de la Glace jusqu'en 2019. Selon Roland Recht, le chaînage d'angle arrondi et à refends constitue une réminiscence de l'époque Louis XV, alors que les chambranles des fenêtres sont d'un style Louis XVI très austère, avec des appuis à arcatures brisées, plutôt romantiques,.
no 15Formant l'autre angle avec la rue des Orfèvres, cet immeuble a été reconstruit au XVIIIe siècle, sur l'emplacement d'une maison citée dès 1216, Curia zu Hern Schultheiss Walther.

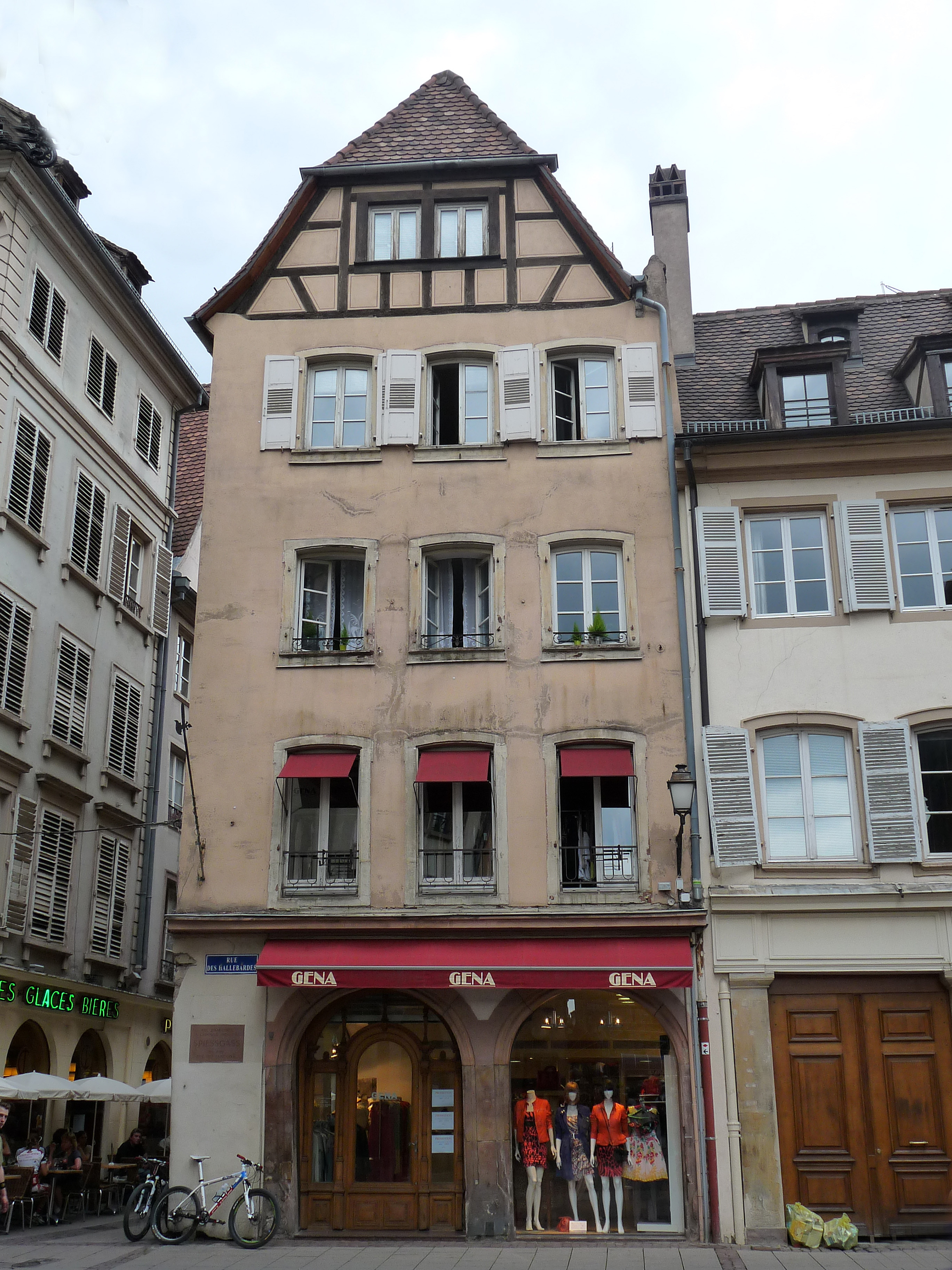
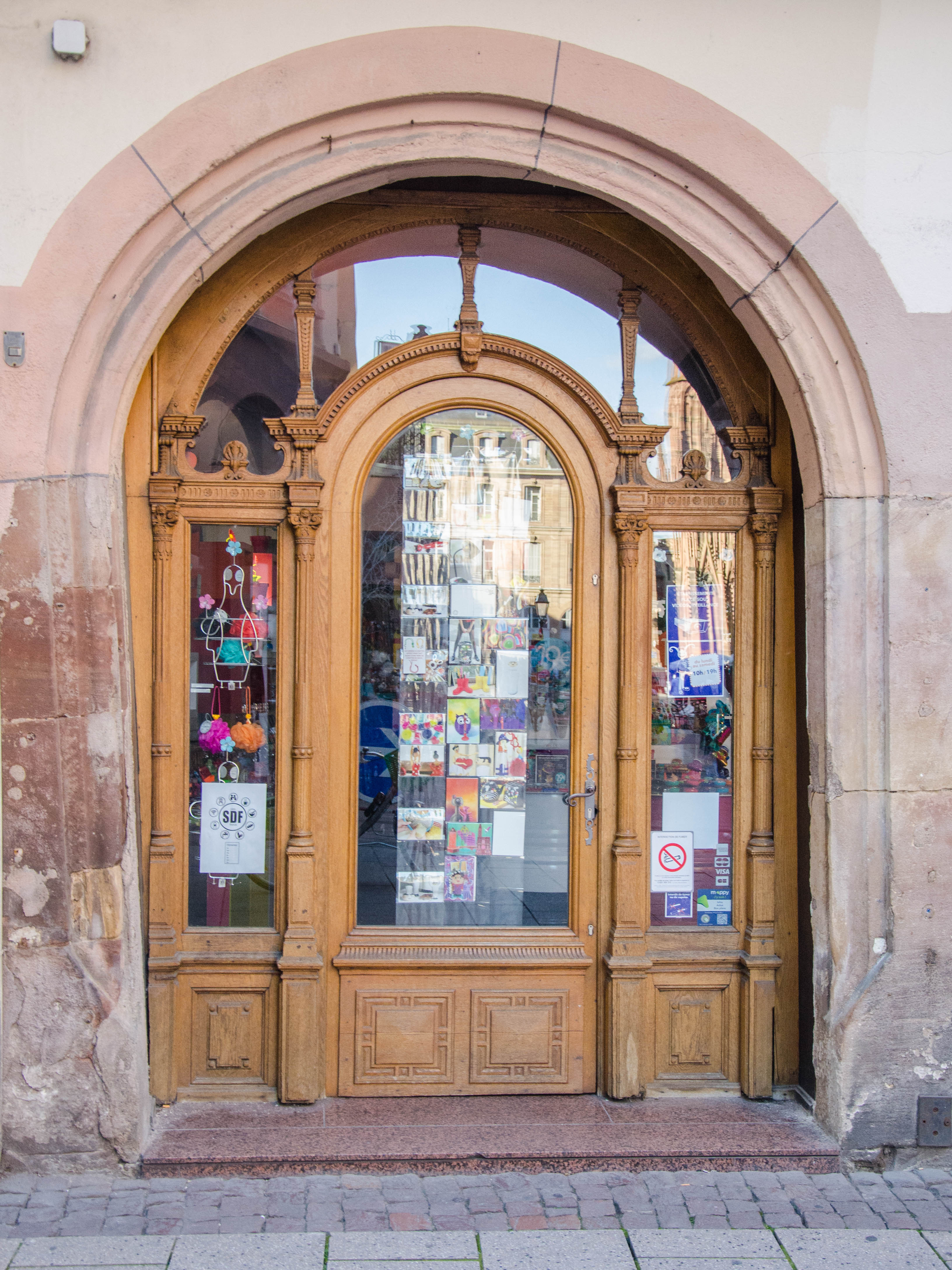

no 16La maison est mise au goût du jour pour l'orfèvre Jean-Jacques Braun en 1751. Elle est décorée de masques représentant Mercure et trois Humeurs (?). Une niche porte la date 1785, une grille, le monogramme M.C.
no 17Le bâtiment actuel, hétéroclite, comporte principalement des éléments du XVIIIe et du XIXe siècle. Ancienne maison Zum Lintwurm (« Au Dragon »), elle a abrité la droguerie du Serpent de 1772 à 1997. Cet établissement a fait l'objet d'une étude approfondie.
La construction se trouve sur l'emplacement de la chapelle Saint-Jacques (St Jacobskapelle), présente  de 1190 au XVIe siècle. Des travaux de réhabilitation dans cette zone ont permis aux archéologues d'identifier un immeuble des environs de 1300, comportant notamment une grande salle de 150 m2 au rez-de-chaussée, avec six fenêtres à coussièges et un plafond à poutres apparentes du début du XIVe siècle. Sur des peintures murales superposées des XIVe et XVIe siècles figurent des personnages tenant des instruments de musique, rarement représentés à cette échelle au Moyen Âge. Ces découvertes exceptionnelles ont permis à l'édifice de faire l'objet, en totalité, d'un classement au titre des monuments historiques en 1998.

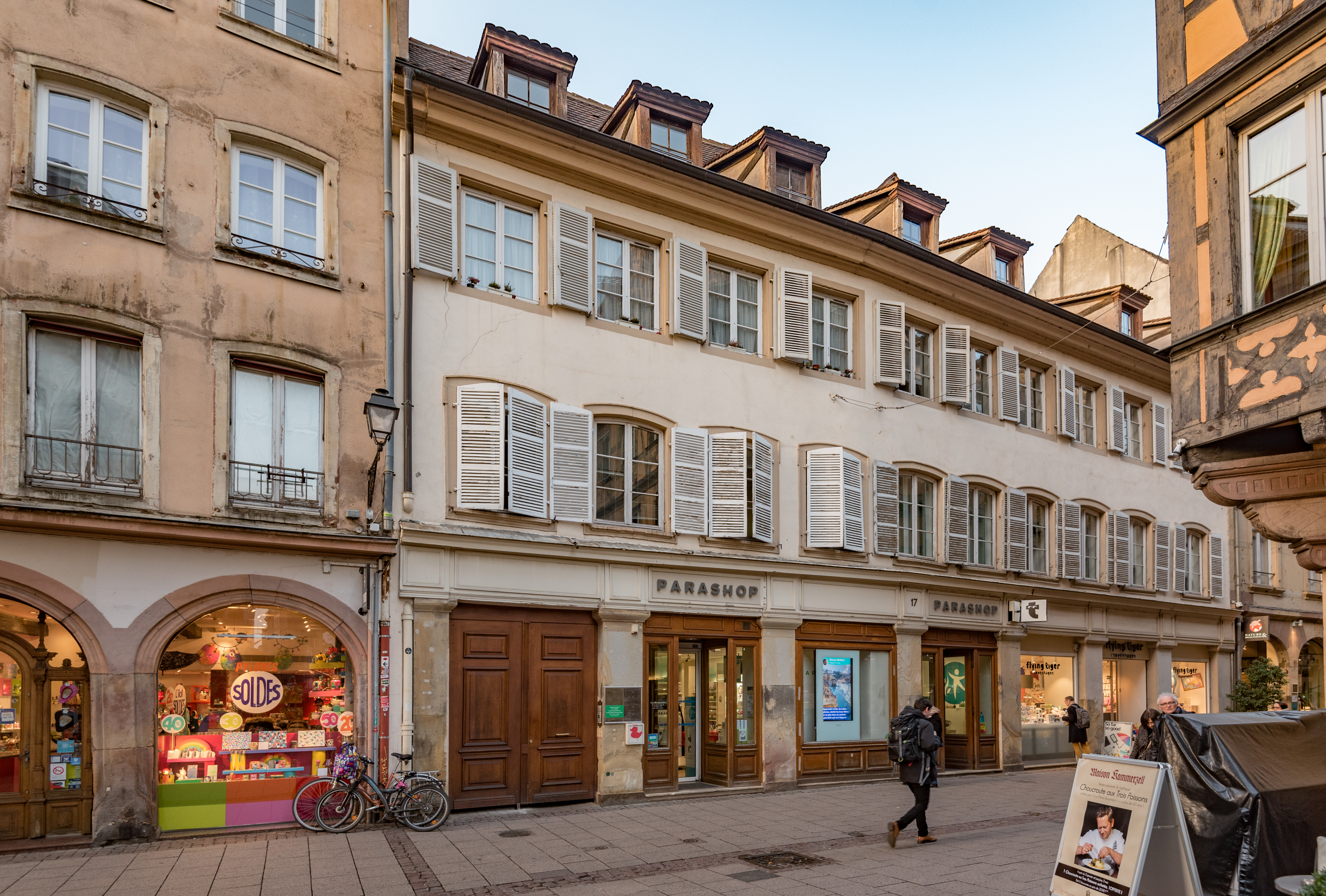
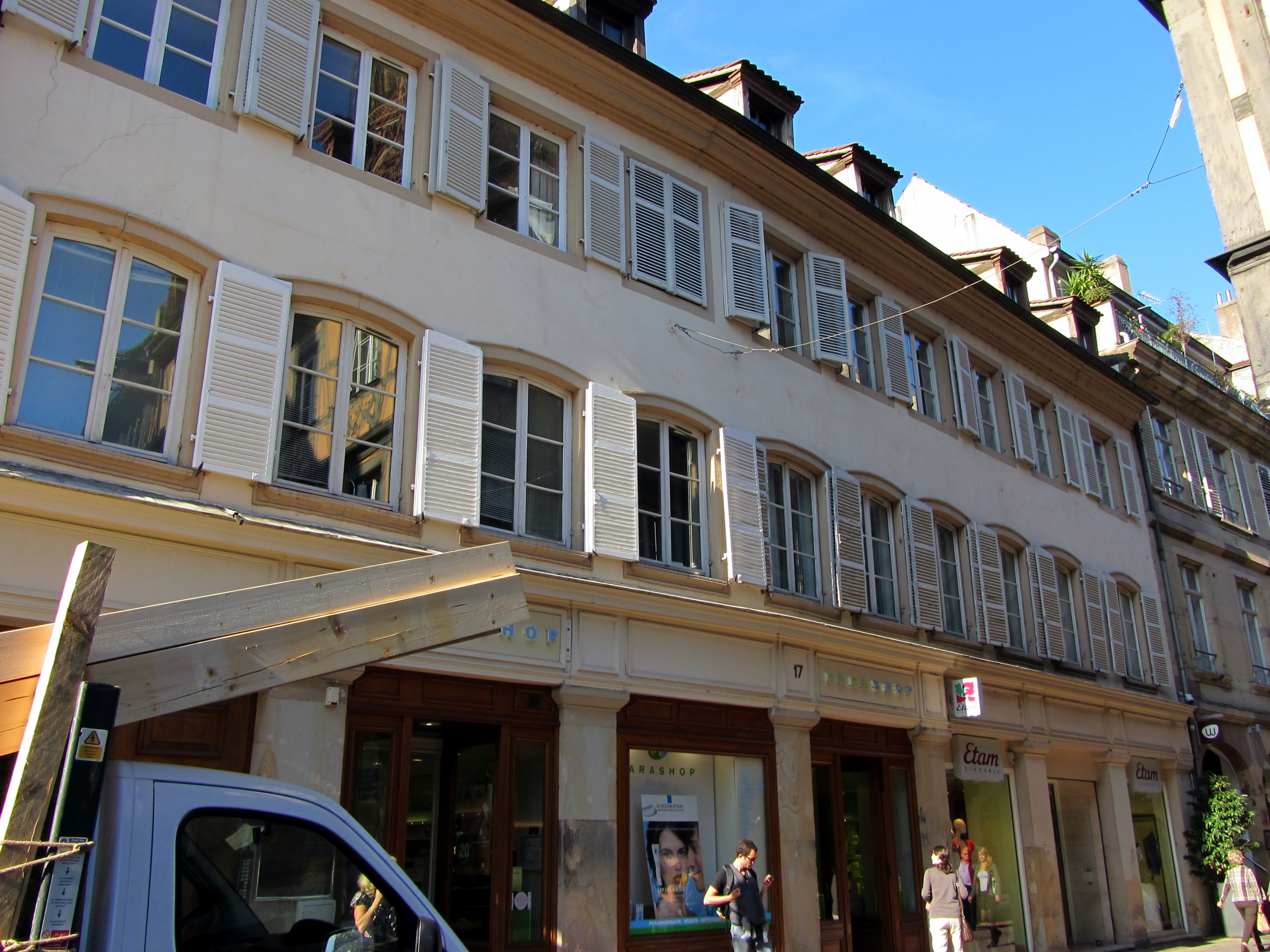
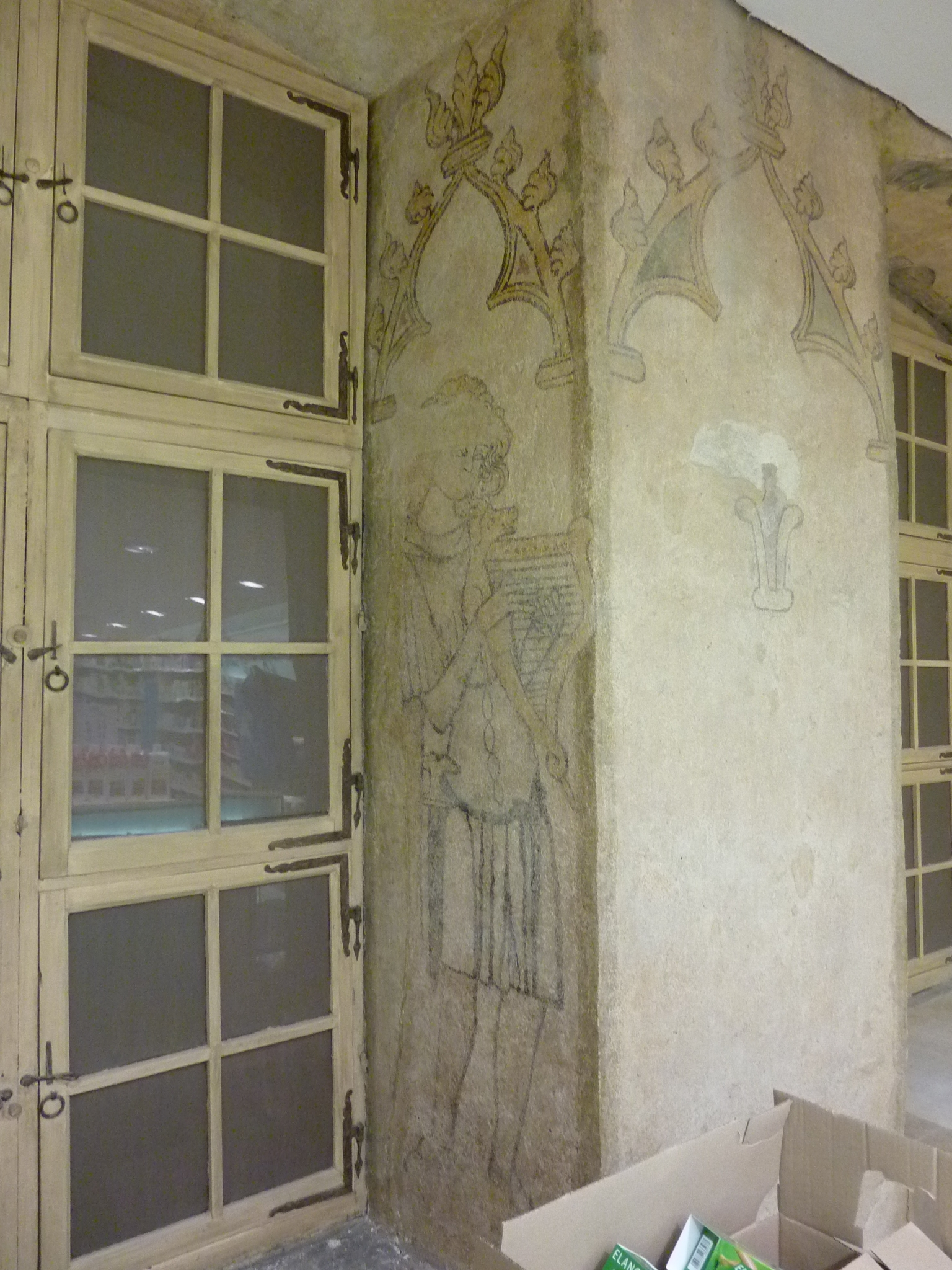
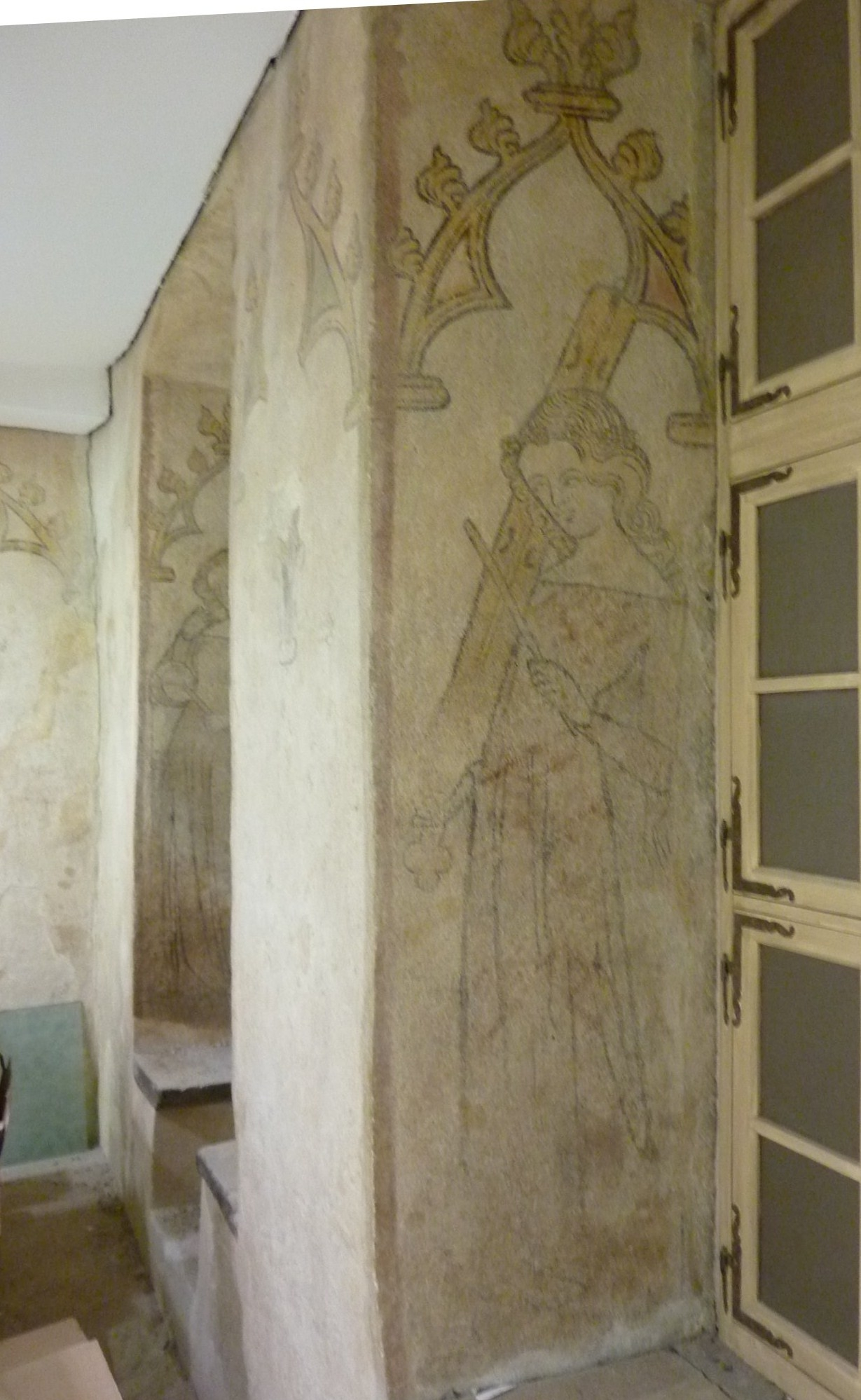
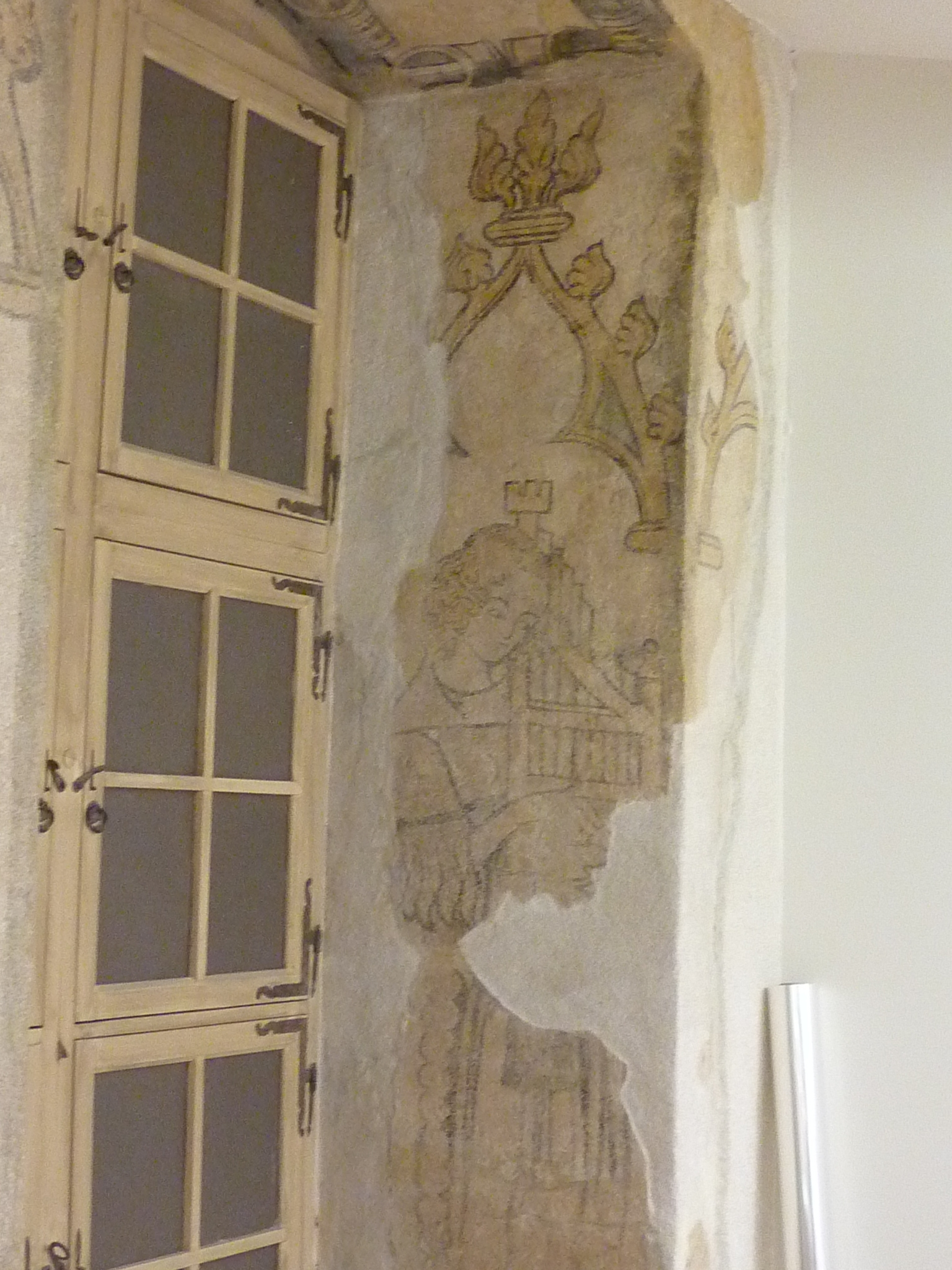

no 20À l'origine à l'angle du no 14 de la place de la Cathédrale, la maison Zum guten Eck (« Au Bon coin ») a appartenu successivement à plusieurs orfèvres, au XVIIe et au XVIIIe siècle. Elle est entièrement détruite lors du bombardement du 11 août 1944. La Ville modifie alors l'alignement, une partie du terrain revient à la voie publique, l'autre à la parcelle voisine. Le no 18 de la rue des Hallebardes devient ainsi la maison d’angle.

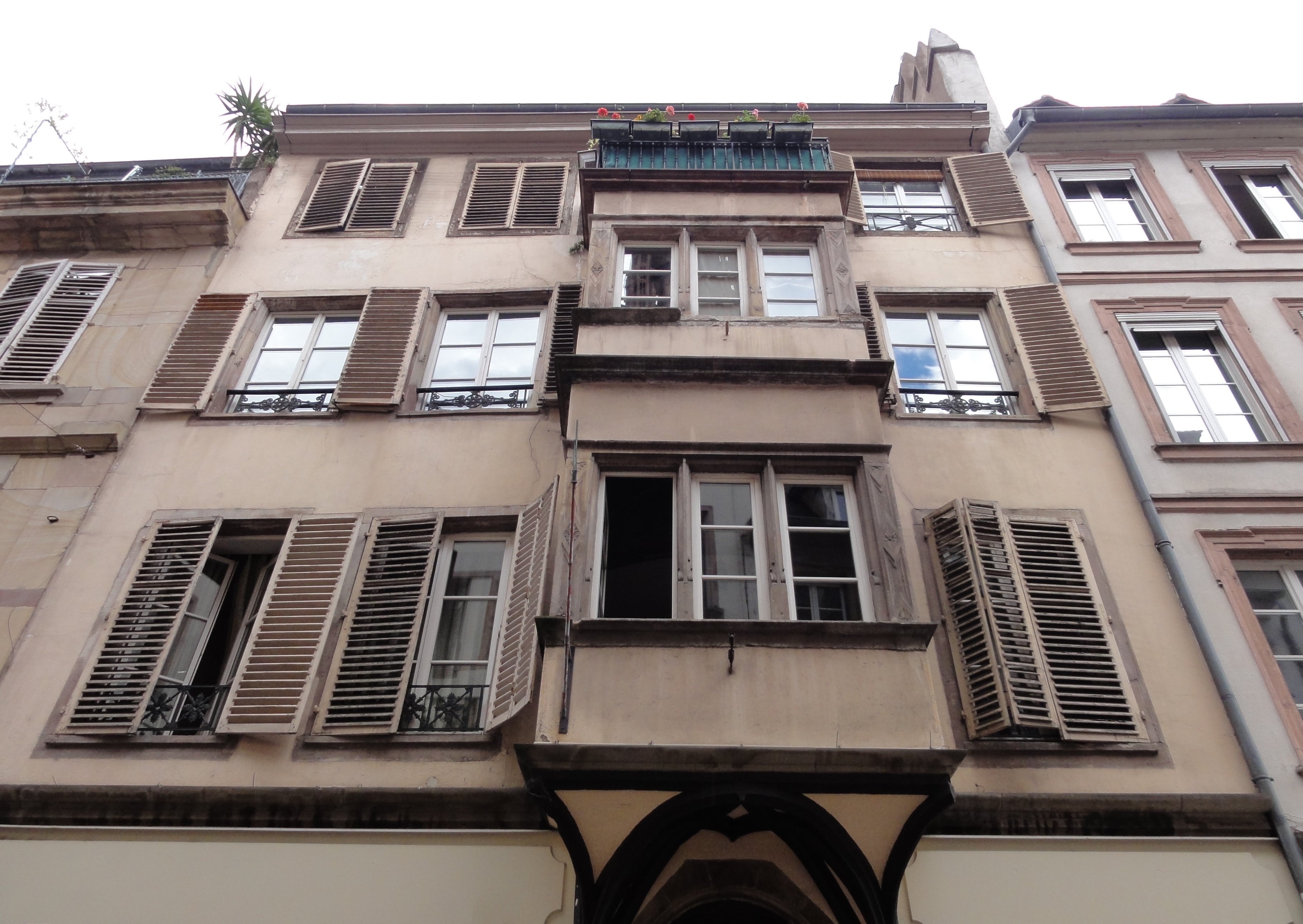
Oriel du no 21.

no 21Au XVIIe siècle la maison est connue sous le nom Zum gelben Mönch (« Au Moine jaune »). C'est l'une de celles où se réunissaient clandestinement, en 1585, les calvinistes souhaitant célébrer leur culte. Elle doit peut-être ce choix à la seconde issue dont elle disposait dans la rue du Sanglier. Remaniée au début du XXe siècle, la maison conserve un mur-pignon mitoyen à redents chaperonnés et un oriel de la fin du XVIe siècle.
no 22À l'angle du no 15 de la place de la Cathédrale, cette grande maison bourgeoise médiévale, à deux étages en encorbellement, mitoyenne de la maison Kammerzell qui se trouve au no 16 de ladite place, a été souvent transformée. Plusieurs inscriptions et dates gravées permettent d'en penser la chronologie et d'apprécier l'importance de cet édifice dont le décor Renaissance est la première manifestation de ce style à Strasbourg, selon la date de 1528 portée sur la console d'angle. C'est peut-être le cas également des motifs des pans de bois des allèges (restaurés en 1895), devenus fréquents à partir de la seconde moitié du XVIe siècle. On remarque en outre  un monumental corbeau gothique, situé à proximité du no 24,. Les éléments du Moyen Âge et de la Renaissance (tourelle d'escalier à vis, plafond stuqué, chambranles de portes, fenêtres et niches, peintures murales) font l'objet d'une inscription au titre des monuments historiques depuis 1988.
Au milieu du XIXe siècle, la maison abrite le magasin de nouveautés Corajod et Borrer. Le lithographe Jean Lemaître, qui habitait dans l'immeuble, réalise une vignette publicitaire pour ce commerce.

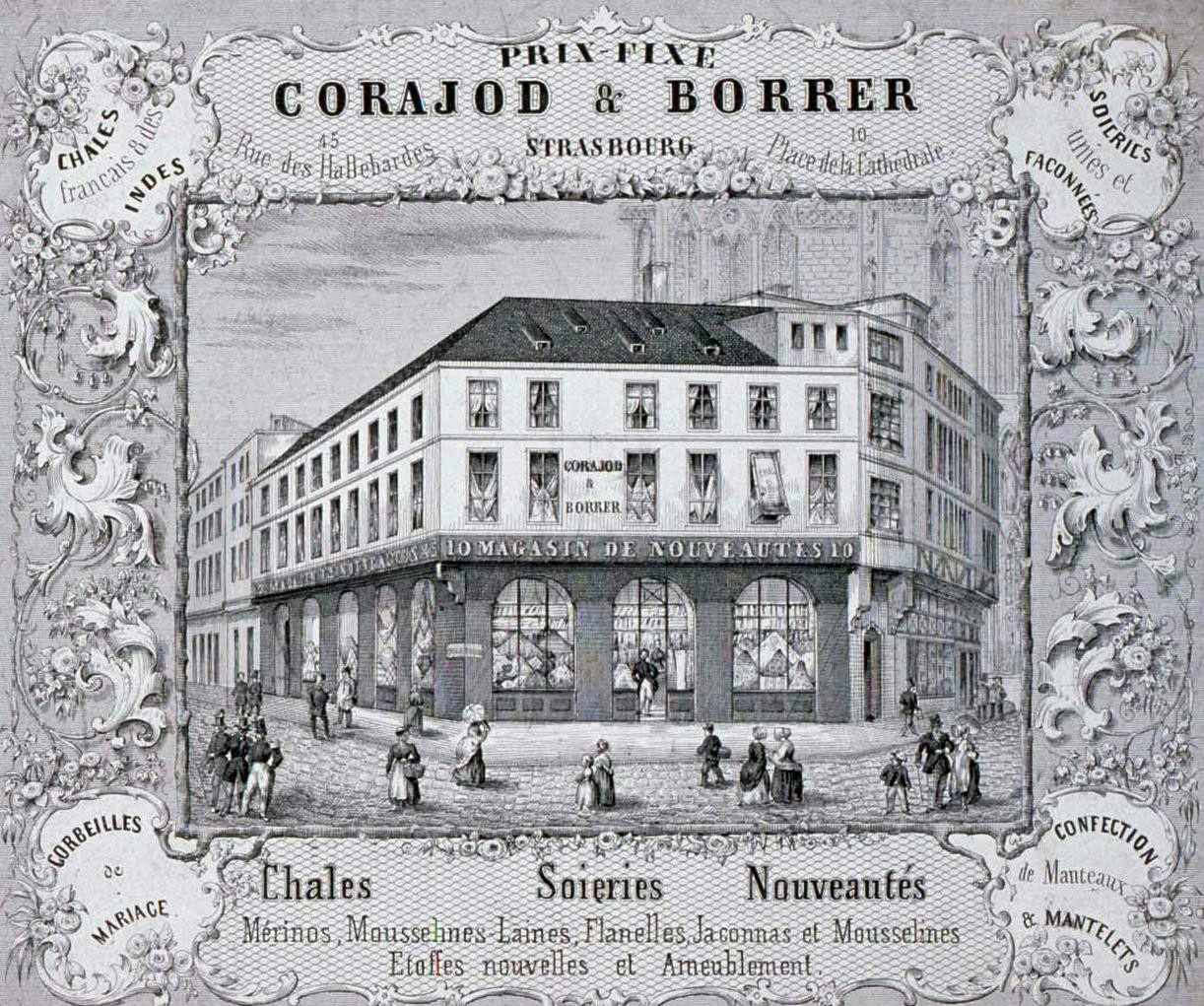
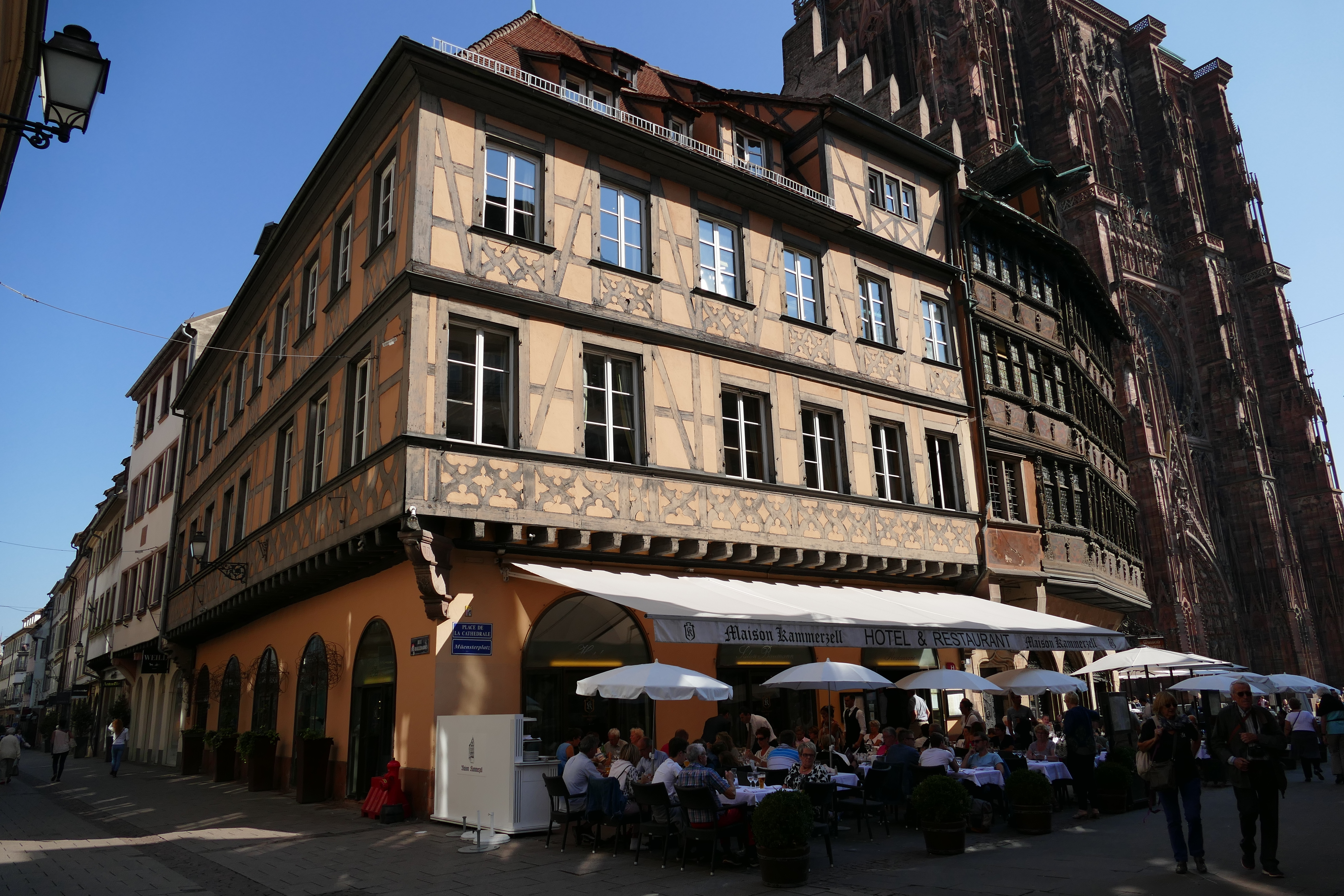
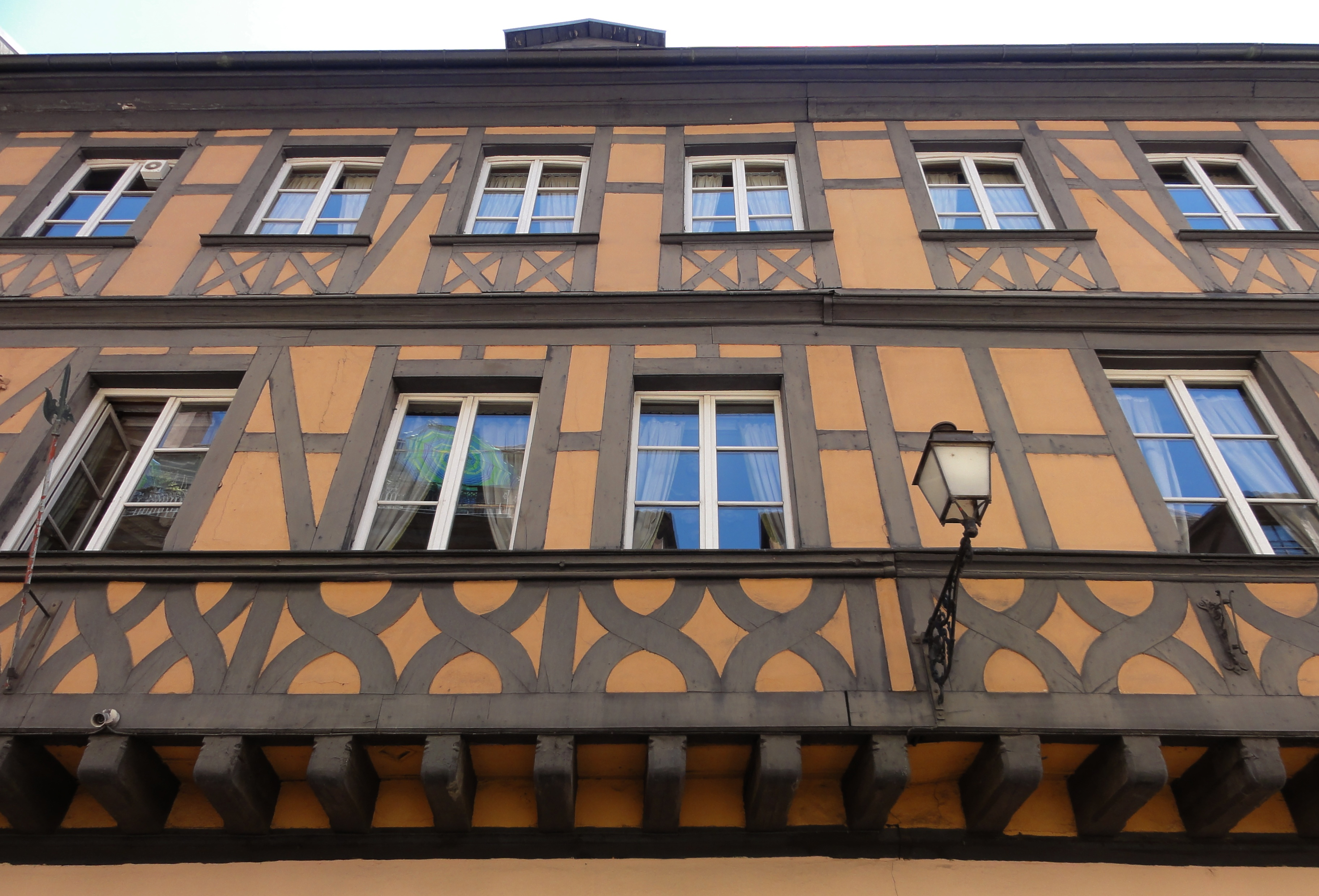
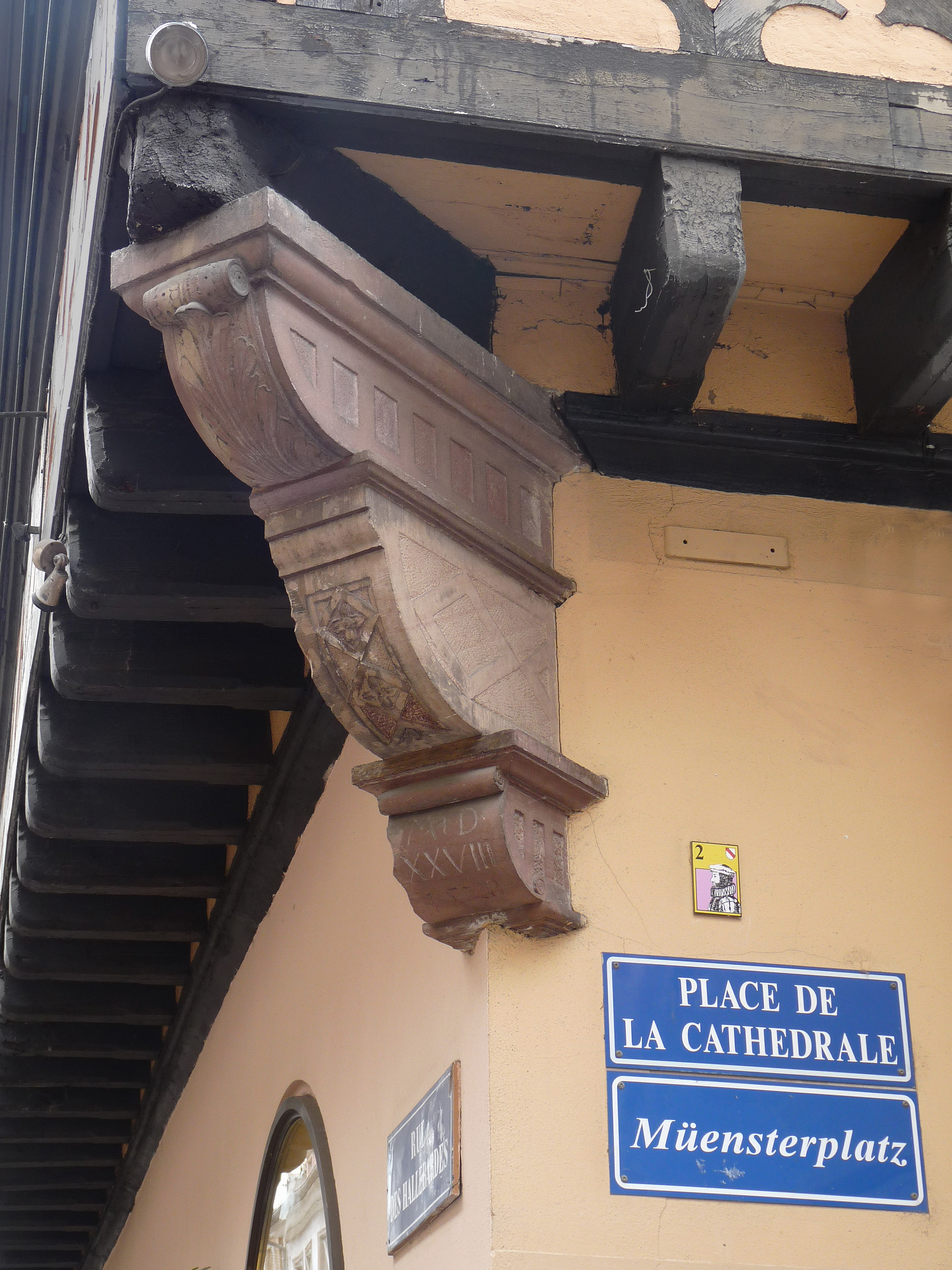

no 24Selon la date et les armoiries figurant sur l'ancienne porte d'entrée, on sait que la maison a été remaniée ou reconstruite en 1524 pour les époux Johann Joham et Agnès Ingold. La façade a été mise au goût du jour ou reconstruite en 1624, selon la date figurant sur un écu. Au début du XXe siècle cette maison à encorbellement abrite un restaurant célèbre qu'Albert Schweitzer mentionne dans l'un de ses écrits.
nos 27-29Cette adresse réunit deux bâtiments accueillant des magasins depuis le XIXe siècle. Datant probablement de la première moitié du XVIIe siècle, celui de gauche est doté d'un balcon sur console à masque. Il pourrait s'agir de l'oriel dont la construction a été autorisée en 1670. Le peintre François-Émile Ehrmann naît au no 29 le 5 septembre 1833. Les édifices sont endommagés lors du siège de Strasbourg en 1870, puis à nouveau par les bombardements de 1944,
no 30Sous l'immeuble, détruit en 1944 et reconstruit en 1953-1955, un passage (le « passage de la Cathédrale ») permet d'accéder à la place de la Cathédrale. À cet endroit se trouvait au début du XVIe siècle une maison (Zur Musigk) appartenant au peintre Nicolas Kraemer, entre 1530 et 1553.
no 31L'encorbellement de cette maison à oriel est formé d'une voûte à ogives curvilignes sur laquelle est gravée la date 1574. Peu de temps après la naissance, dans la maison voisine (no 29), du peintre Ehrmann, sa famille déménage au no 31. C'est là qu'il passera son enfance.

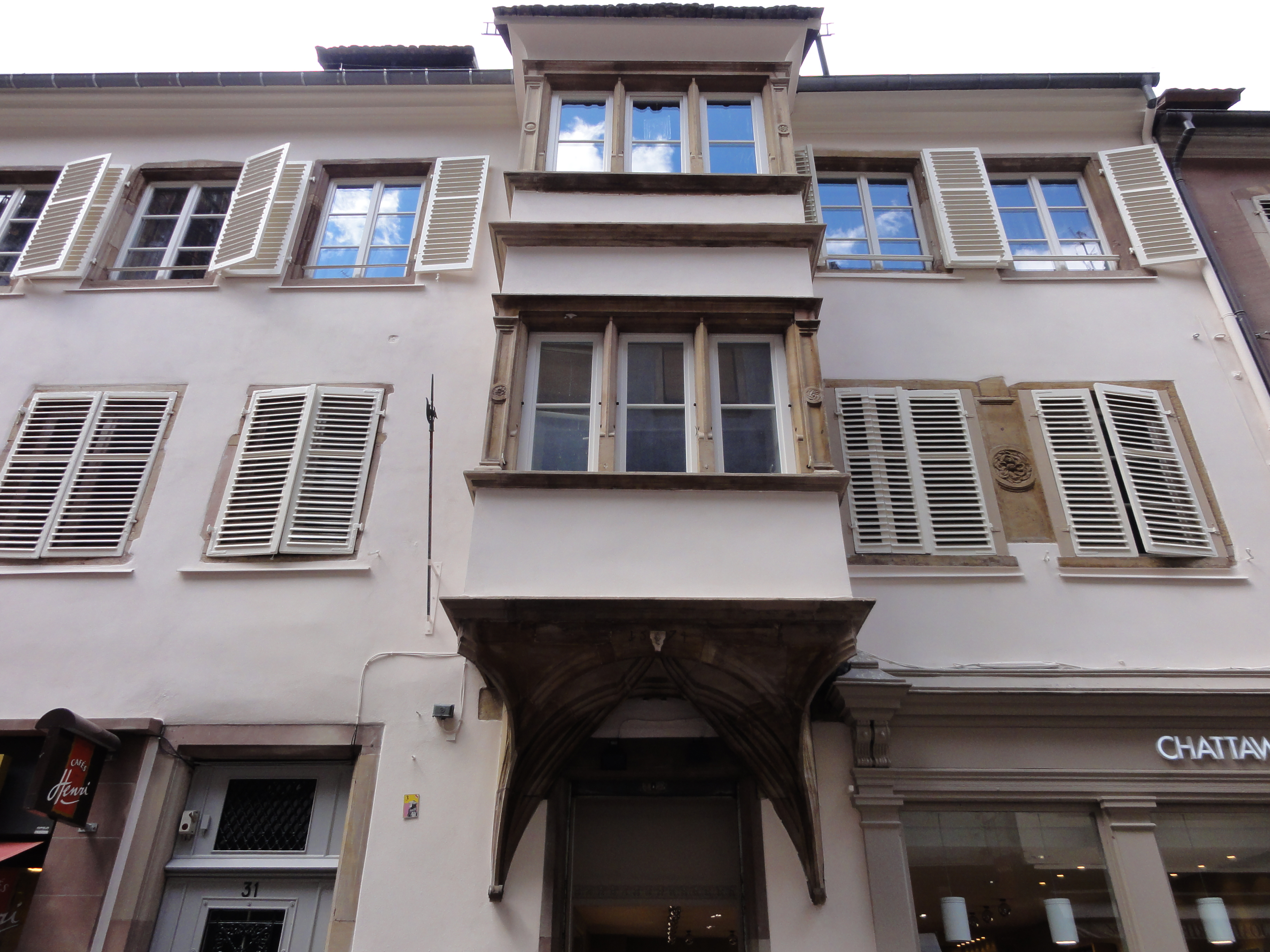
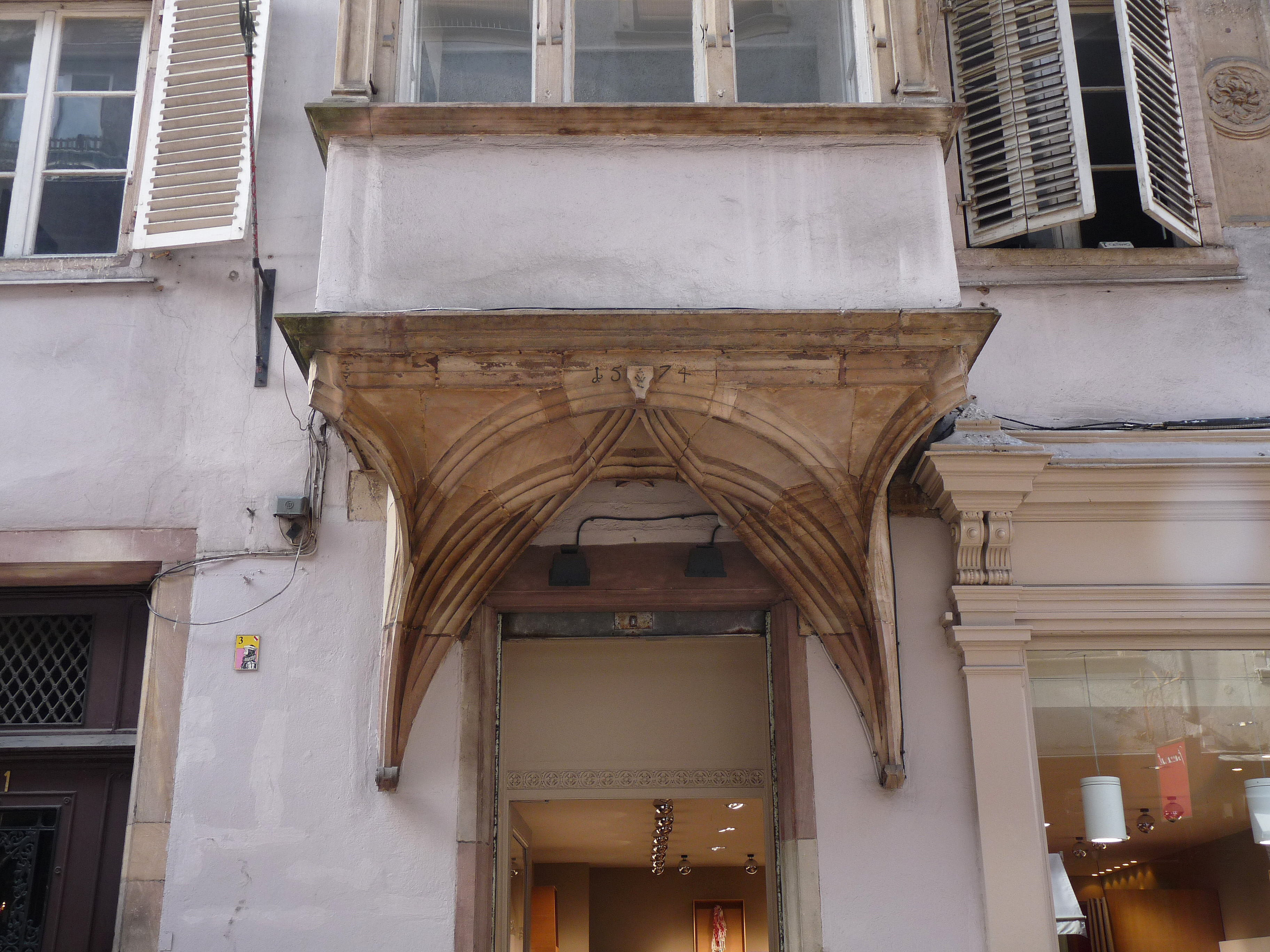
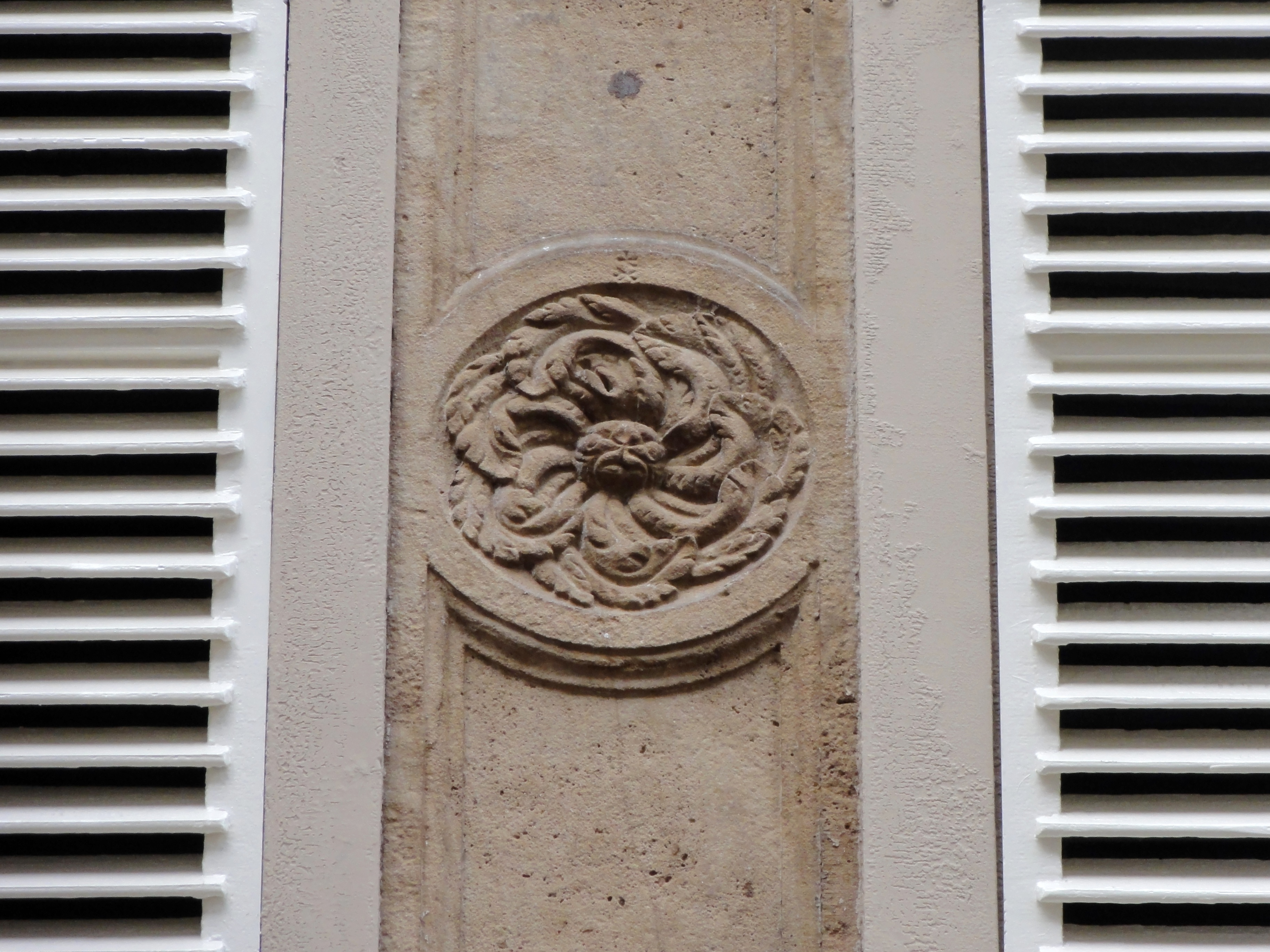